# Filipíny
Filipíny, plným názvem Filipínská republika, jsou souostrovní stát v jihovýchodní Asii v západní části Tichého oceánu. Na západě je ohraničen Jihočínským mořem, na východě Filipínským mořem a na jihu Celebeským mořem. Na severu má námořní hranici s Tchaj-wanem, na severovýchodě s Japonskem, na východě a jihovýchodě s Palau, na jihu s Indonésií, na jihozápadě s Malajsií, na západě s Vietnamem a na severozápadě s Čínou. Filipíny se skládají ze 7 641 ostrovů, většina je hornatých vulkanického původu a pokrytých tropickým deštným pralesem, panuje zde tropické přímořské klima, které je obvykle horké a vlhké a ovlivněné monzuny. Ostrovy se dělí do 3 skupin Luzon, Visayas a Mindanao a 18 regionů, na ploše zhruba 300 000 km² žije 114 milionů obyvatel, jsou  tak dvanáctou nejlidnatější zemí světa. Hlavním městem země je Manila, nejlidnatějším Quezon City, mezi další velká města patří Davao, Caloocan, Taguig a Zamboanga. Filipíny mají značnou etnickou rozmanitost, největšími skupinami jsou Tagalogové, Bisajové, Ilokanové a Cebuanové. Úředními jazyky jsou filipínština a angličtina, přes 85 % obyvatel se hlásí ke křesťanství a 6 % k islámu.
Negritové, první obyvatelé souostroví, byli následováni vlnami austronéských národů. Přijetím animismu, hinduismu s buddhistickým vlivem a islámu vznikla ostrovní království. Rozsáhlý zámořský obchod se sousedy, například s říší Tchang nebo Sung, přivedl na souostroví také Číňany, kteří se zde v průběhu staletí postupně usazovali a mísili. Příjezd objevitele Fernão Magelhãna znamenal začátek španělské kolonizace. V roce 1543 španělský mořeplavec Ruy Lopez de Villalobos pojmenoval souostroví Las Islas Filipinas na počest španělského krále Filipa II. Dominantním náboženstvím se stalo katolictví a Manila se stala západním centrem transtichomořského obchodu. Výběrově se zde usazovali také hispánští přistěhovalci z Latinské Ameriky a Pyrenejského poloostrova. V roce 1896 začala filipínská revoluce, která se v roce 1898 propletla se španělsko-americkou válkou. Španělsko postoupilo území Spojeným státům americkým a filipínští revolucionáři vyhlásili První filipínskou republiku. Následná filipínsko-americká válka skončila tím, že Spojené státy ovládaly území až do japonské invaze na ostrovy během druhé světové války. Poté, co Spojené státy získaly Filipíny zpět od Japonců, se Filipíny v roce 1946 staly nezávislými. Od té doby země zažila zejména období stanného práva v letech 1972–1981 za diktatury Ferdinanda Marcose a jeho následné svržení tzv. žlutou revolucí v roce 1986. Po návratu k demokracii byla v roce 1987 přijata ústava Páté republiky.
Filipíny jsou unitární prezidentskou republikou, hlavou státu je prezident, zákonodárnou moc má dvoukomorový Kongres. Filipíny jsou rozvíjejícím se trhem, rozvojovou a nově industrializovanou zemí. Jejich ekonomika je 32. největší podle nominálního hrubého domácího produktu a mění se ze zemědělské na zaměřenou na služby a výrobu. Nadále se však potýkají s problémy, jako je nerovnost a endemická korupce. V indexu lidského rozvoje zaujímají 118. místo. Díky své ostrovní poloze na tichomořském lemu a v blízkosti rovníku jsou náchylné k zemětřesením a tajfunům. Ostrovy mají velké množství přírodního bohatství a celosvětově významnou úroveň biologické rozmanitosti; stejně jako bohatou kulturu. Filipíny jsou zakládajícím členem Organizace spojených národů, Sdružení národů jihovýchodní Asie a členem Východoasijského summitu, Hnutí nezúčastněných zemí, Světové obchodní organizace, Asijsko-pacifického hospodářského společenství a Asijské rozvojové banky.

## Název
Název Filipíny pochází z roku 1543, kdy španělský mořeplavec a objevitel Ruy Lopez de Villalobos pojmenoval dva objevené ostrovy (Samar a Leyte) Ostrovy Filipovými (Las Islas Filipinas), na počest španělského krále Filipa II. Časem se tento název přenesl na celé souostroví. Užívali ho během své nadvlády i Američané (The Philippine Islands), ovšem po udělení autonomie přešli k názvu Filipíny (The Philippines).

## Dějiny

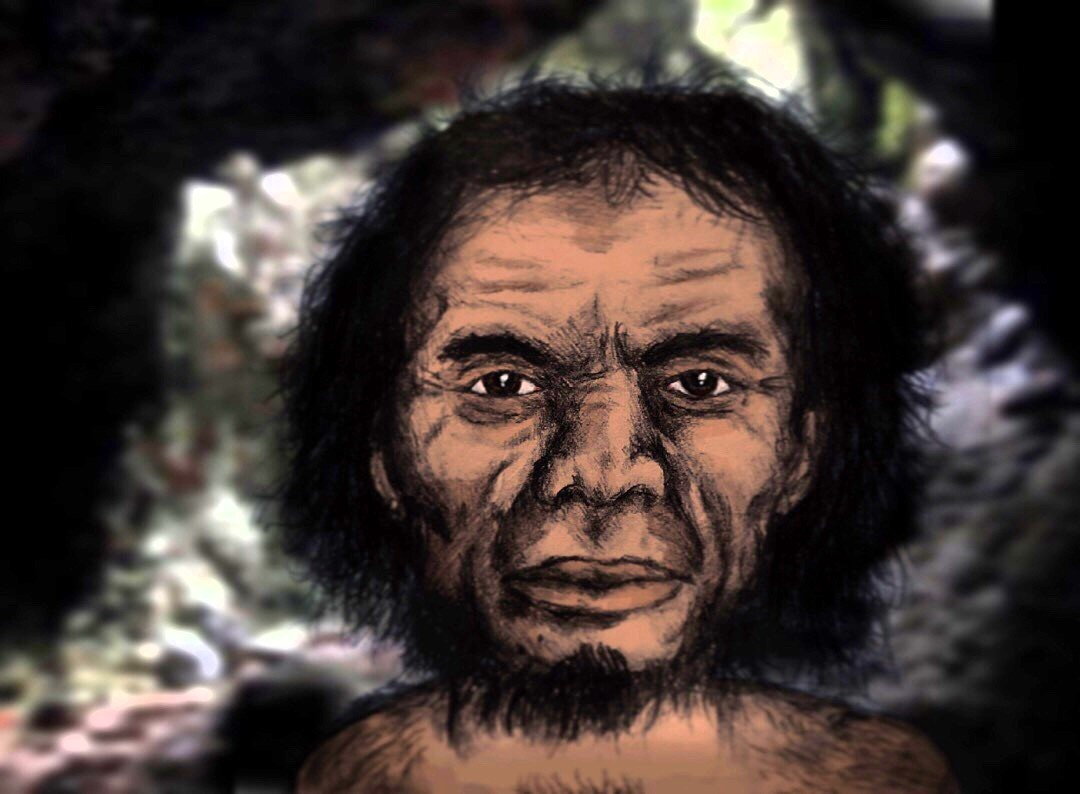
Homo luzonensis (umělecká rekonstrukce)

Doklady o přítomnosti člověka vzpřímeného na Filipínách jsou i 700 tisíc let staré. Malý počet kostí z jeskyně Callao dokazuje existenci jinde neznámého lidského druhu zvaného homo luzonensis, který žil asi před 50 000 až 67 000 lety. Příchod lidí moderního typu se předpokládá někdy v období 45 000–35 000 let př. n. l., jak dokazují nálezy z jeskyně Tabon. Šlo o lidi migrující z Afriky, kteří využili dnes již potopené pevniny Sundaland a Sahul. Tak vzniklo původní, negritské osídlení ostrovů. Někteří Negrité na Filipínách mají ve svých genomech příměs denisovanů. Příchod lidí mluvících austronéskými jazyky se předpokládá kolem roku 2200 př. n. l. Dorazili z Tchaj-wanu.
Okolo roku 1000 př. n. l. je patrná již značná stratifikace společnosti. Příbřežní kmeny, užívající tradiční loďky balangay, byly nejdynamičtější a zprostředkovávaly kulturní novinky. Mezi 4.–8. stoletím navázaly kontakt s Malajským poloostrovem a východní Asií. Oblast na Malajském poloostrově byla od 10. století pod silným indickým kulturním vlivem a odtud se také na Filipíny rozšířil buddhismus a hinduismus. Pravděpodobně z Malajského poloostrova se na Filipíny dostalo i první písmo – kawi. Před příchodem Evropanů se nicméně nevytvořil žádný větší centralizovaný stát. Nejvýznamnějšími státními útvary byla království Maynila a Tondo, Suluský sultanát a konfederace Madyaas. V jejich čele stáli lokální vůdci, rádžové (vesničtí předáci se nazývali datu). V 15. století se začal hlavně z Bruneje šířit na jih ostrovů islám (Suluské ostrovy, Mindanao).

### Španělská nadvláda

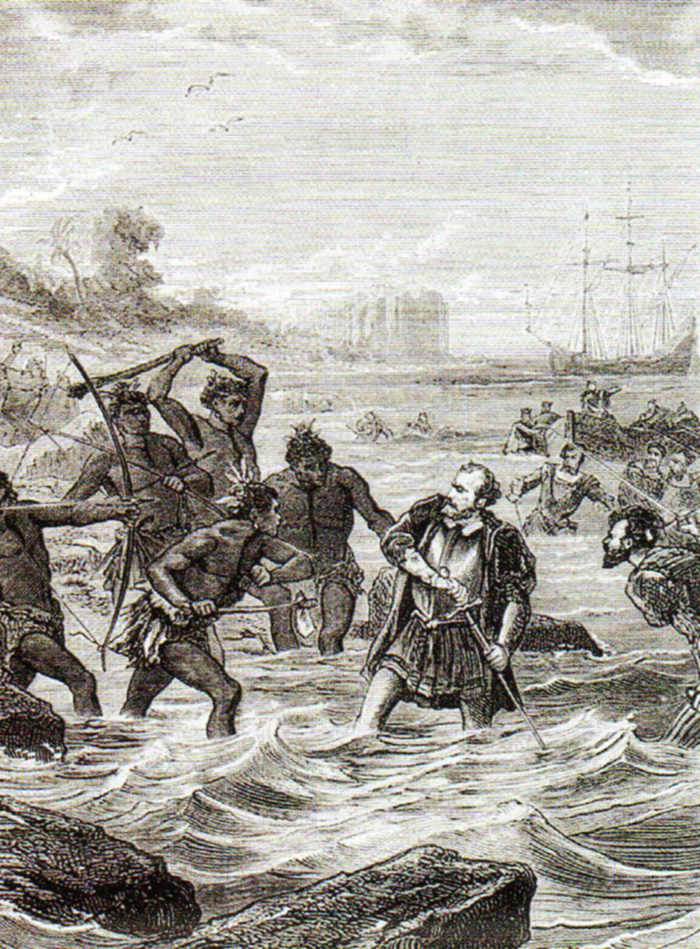
Zabití Fernão de Magalhãese domorodci

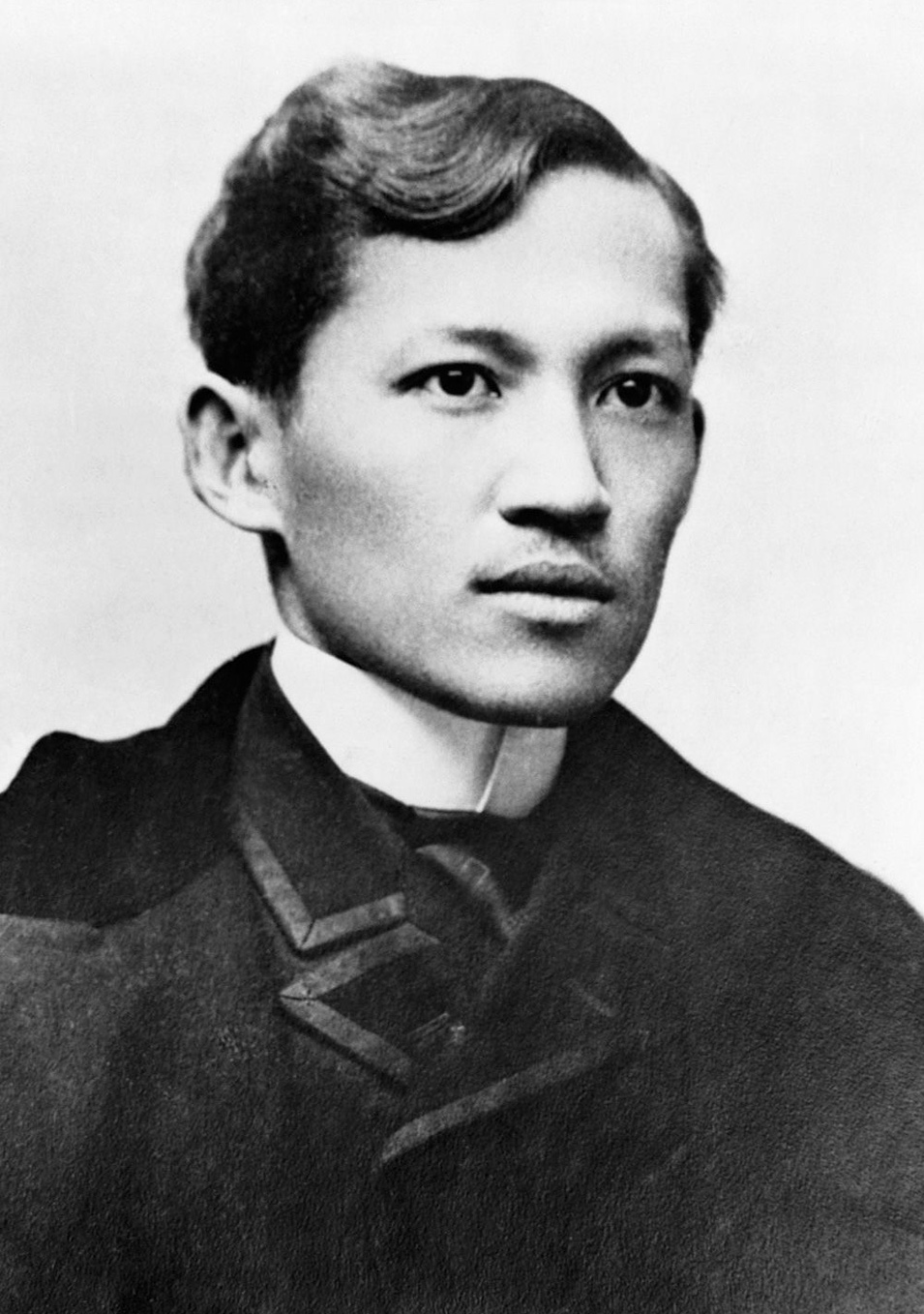
José Rizal

V roce 1521 při své cestě kolem světa objevil ostrovy Fernão de Magalhães (portugalský velitel ve španělských službách). Nakonec byl zabit jedním z datuů, který se jmenoval Lapu-Lapu.
Přestože díky Zaragozské smlouvě z roku 1529 území náleželo do sféry vlivu Portugalska, nechal španělský král Filip II. toto souostroví kolonizovat a definitivně jej získal pro Španělsko, přičemž právě po něm bylo pojmenováno názvem Filipíny. Kolonizaci zahájil Miguel López de Legazpi, který za tím účelem připlul z Mexika. V roce 1565 se Filipíny staly španělskou kolonií Španělská Východní Indie (spolu s Marianami a Karolínami). Roku 1571 Španělé ostrovy plně ovládli (pouze převážně muslimské Mindanao nebylo Španěly nikdy plně ovládnuto) a založili město Manilu, v současnosti hlavní město. Španělská kolonizace se také vyznačovala silným christianizačním úsilím. Pokřesťanštění nenarazilo na výraznější odpor, patrně kvůli náboženské nehomogenitě před kolonizací. Španělům Manila sloužila i jako základna pro obchod s Čínou či Japonskem a tzv. „flotil pokladů“. Pojem manilská galeona se stal proslaveným. Španělé však nikdy na Filipínách nezřídili místokrálovství, kolonie byla řízena z Mexika (z Místokrálovství Nové Španělsko), později z Madridu.
Nizozemci se pokusili roku 1646 Filipíny dobýt, ale neúspěšně. Britský pokus z roku 1762 byl již úspěšnější, Manila byla Brity dva roky okupována, ale Pařížská smlouva ji vrátila do španělských rukou. Nicméně sami Španělé kolonizaci Filipín často hodnotili jako neúspěšnou, kolonie byla nevýdělečná. 
Až ve 2. polovině 19. století začala velkorysá výstavba železnice, roku 1851 byla založena první banka, záhy vznikla místní měna (filipínské peso), roku 1863 zavedli Španělé na Filipínách bezplatné školství. Podle většiny historiků reformy z druhé poloviny 19. století udělaly z Filipín druhou nejbohatší a nejlépe fungující zemi regionu, hned za Japonskem. Rozvoj však paradoxně přinesl i první generaci filipínských nacionalistů a intelektuálů. A s nimi snahy místních obyvatel o získání nezávislosti. 
První povstání v roce 1872 bylo neúspěšné. Dalo vzejít vlivné skupině emigrantů, která byla nazývána propagandistické hnutí, k níž patřili zejména Marcelo H. del Pilar a José Rizal. Roku 1896 se ještě o něco radikálnější nacionální síly z hnutí Katipunan odhodlaly k další konfrontaci známé jako filipínská revoluce, jejímiž vůdci byli hlavně Andrés Bonifacio a Emilio Aguinaldo. Básník José Rizal se sice spiknutí neúčastnil, nicméně španělské úřady ho jako nejznámějšího rebela zatkly a popravily. Tím z něj učinily silný symbol, dodnes je na Filipínách uctíván jako největší národní hrdina (mj. si dopisoval se středoškolským profesorem Ferdinandem Blumentrittem, pocházejícím z Prahy a působícím v Litoměřicích. To byl první nejen český, ale i světový filipinista).

### Americká nadvláda

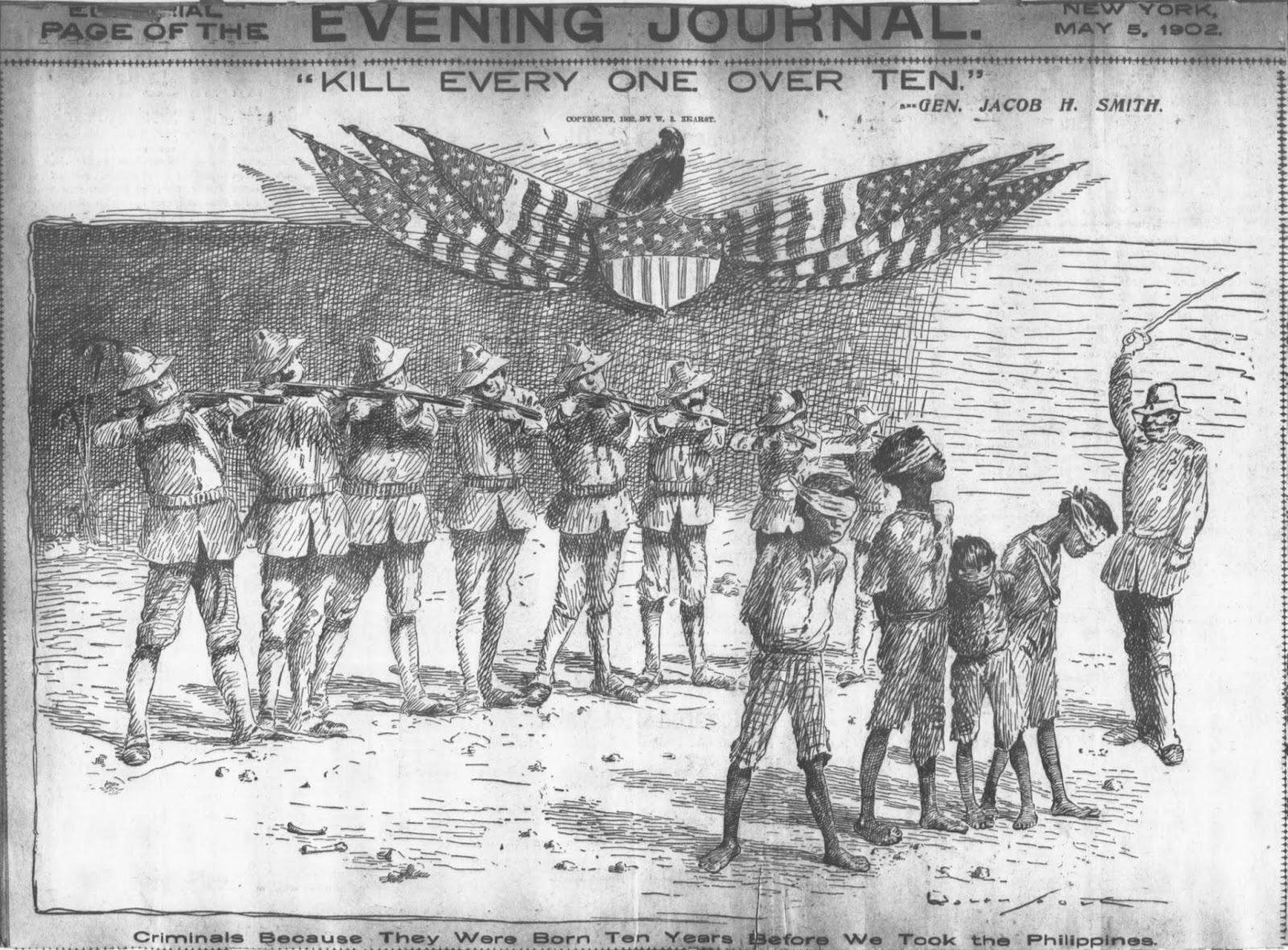
Postup amerických vojáků a politiků ve filipínské otázce vzbuzoval kritiku i ve Spojených státech

Do průběhu revoluce zasáhla roku 1898 španělsko-americká válka. Američané, snažící se Španěly oslabit, filipínský odboj podpořili. Admirál George Dewey po bitvě v Manilské zátoce vytlačil Španěly z hlavního města. Povstání zvítězilo, vznikla tzv. filipínská první republika a Filipíny se tak staly, byť jen na chvíli, první demokracií v Asii.
Američané však nakonec území anektovali a po filipínsko-americké válce se v roce 1901 Filipíny staly kolonií Spojených států amerických. Během filipínsko-americké války zemřelo 250 000 až milion filipínských civilistů, přičemž Filipíny tehdy měly 7 milionů obyvatel. Vlády se tak roku 1901 ujala Americká správa Filipín. Vládla až do roku 1935.
V roce 1916 byla Filipínám udělena tzv. omezená autonomie. Roku 1934 byl domluven desetiletý přechodný stav, během něhož se měly Filipíny připravit na nezávislost a byl jim udělen statut dominia, podobný dnešnímu Portoriku. Vzniklo tak tzv. Filipínské společenství. Získalo i vlastního prezidenta, jímž se stal Manuel Quezon. Ten mj. nechal kodifikovat filipínštinu jako národní jazyk, na bázi tagalogštiny. Proces přechodu k nezávislosti ale přerušila válka. Na jejím počátku byly Filipíny obsazeny Japonci. Na Filipínách nechali vyhlásit republiku (filipínská druhá republika) a do jejího čela postavili José P. Laurela. Filipínci to ale neakceptovali, chápali dobře, že republika je jen loutkovým státem, a vedli po celou válku tuhý odboj partyzánského charakteru. Japonci se na Filipínách dopustili několika válečných zločinů, jako byl bataanský pochod smrti nebo manilský masakr.
Na konci války Japonci kontrolovali již jen dvanáct ze 42 filipínských provincií. Některé odbojové skupiny si ovšem osvojily komunistickou ideologii a po válce se staly nebezpečné i filipínské vládě, k takovým patřila zejména skupina Hukbalahap, která operovala na Luzonu. V roce 1944 zahájili Američané znovudobývání Filipín. Během bitvy o Manilu roku 1945 zahynul velký počet vojáků a přes 100 000 filipínských civilistů. Odhaduje se, že během japonské okupace zemřel alespoň jeden z 20 Filipínců.

### Nezávislost

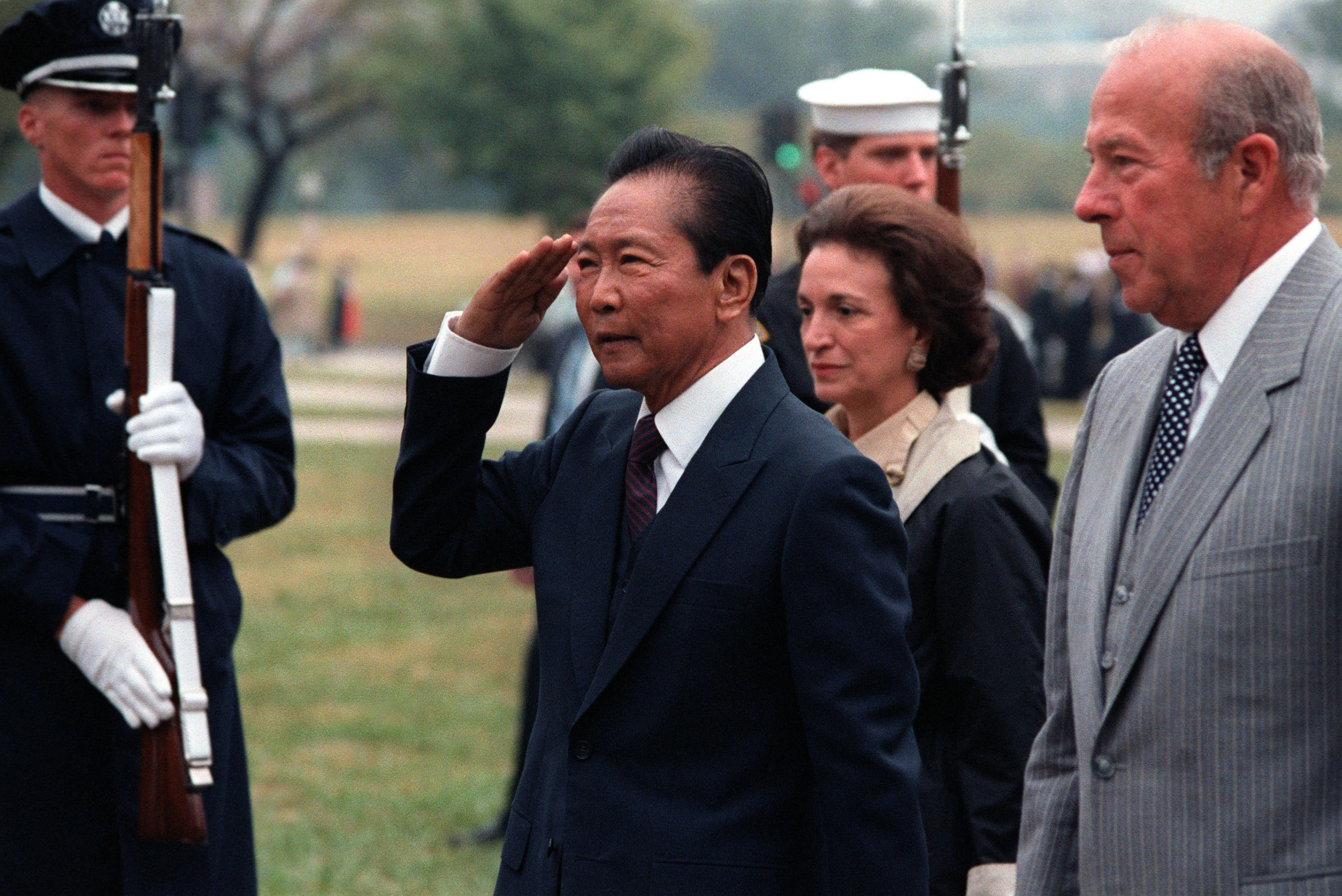
Ferdinand Marcos vládl Filipínám 21 let (1965–1986)

Roku 1946 získala země nezávislost. Prvním prezidentem nezávislých Filipín byl Manuel Roxas. Bojem proti komunistickým partyzánům si získal velkou popularitu ministr obrany Ramon Magsaysay. Vynesla mu roku 1953 vítězství v prezidentských volbách. Magsaysay poté sáhl k razantním reformám, z nichž nejvýznamnější byla pozemková reforma. Ta měla primárně přidělit půdu nemajetným rolníkům, avšak skrýval se v ní i náboženský útok – reforma měla přesunout katolíky ze severu na jih a rozředit tak tamější muslimskou majoritu. To zvýšilo náboženské napětí.
V letech 1966–1986 diktátorsky vládl prezident Ferdinand Marcos podporovaný Spojenými státy. Marcos byl zpočátku velmi úspěšným prezidentem. Započal masivní výstavbu silnic a škol a dokázal vybrat mnohem více daní než jeho předchůdci. Díky tomu se roku 1969 stal prvním filipínským prezidentem, kterého Filipínci zvolili na druhé funkční období. V něm ale počal čelit dvěma zásadním nebezpečím. Jednak posilování komunistické strany (jež nesla název Nová lidová strana) a separatistickému muslimskému hnutí na Mindanau. Marcos se tak rozhodl pro diktaturu. Spouštěčem byl teroristický bombový útok během zasedání senátu roku 1971. Protesty sice Marcose donutily demokracii nakrátko obnovit, ale od 23. září 1972, kdy vyhlásil stanné právo, fungovala diktatura nepřetržitě po příštích čtrnáct let, přestože v roce 1981 bylo stanné právo zrušeno. 

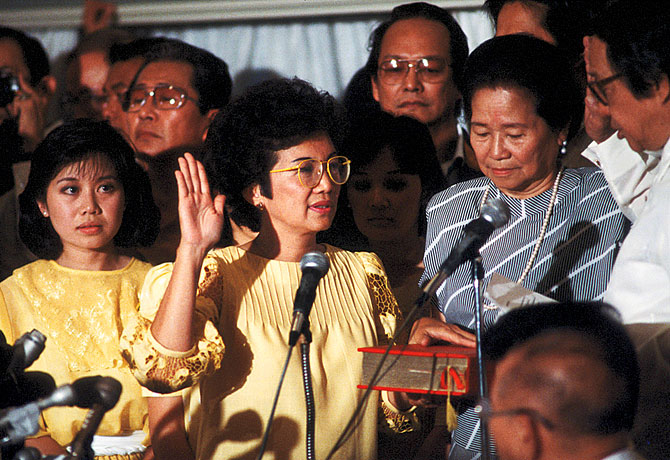
Corazon Aquinová se stává prezidentkou roku 1986, filipínská demokracie je obnovena

Marcosův politický konec začal roku 1983. Tehdy byl po příletu z exilu na letišti v Manile zavražděn opoziční politik Benigno Aquino ml. Následná vlna protestů přiměla Marcose vyhlásit nové prezidentské volby, kterými chtěl upevnit svou legitimitu (zmanipulované volby pořádal již předtím). Postavila se proti němu vdova po zavražděném, Corazon Aquinová. I tentokrát Marcosem kontrolovaná volební komise prohlásila vítězem voleb jeho, opoziční orgány však prohlásily za vítěze Aquinovou. Když vítězství Marcose odmítli uznat i někteří z jeho ministrů a ulice filipínských měst zaplnily tisíce protestujících, odešel Marcos do exilu. Prezidentkou se roku 1986 stala Aquinová a filipínská demokracie chytla druhý dech.
Po Marcosově svržení jsou voleni prezidenti jako držitelé výkonné moci. Již dvakrát to byly ženy (Corazon Aquinová a Gloria Macapagal-Arroyová). Násilné střety na druhém největším filipínském ostrově Mindanao mezi vládními jednotkami a muslimskými povstalci z Fronty islámského osvobození Morů (MILF) však nikdo nedokázal zastavit. Od 70. let si vyžádaly přibližně 150 tisíc lidských životů. V roce 2001 byl prezident Joseph Estrada, jako první asijský politik v historii, zbaven funkce senátním tribunálem kvůli korupci, během souběžných masových protestů. V roce 2016 prezident Rodrigo Duterte rozpoutal válku proti drogám, při které bylo zabito více než 12 000 údajných pašeráků a uživatelů drog.

## Státní symboly

### Vlajka
Filipínská vlajka je tvořena listem o poměru stran 1:2 se dvěma vodorovnými pruhy – modrým a červeným – s rovnostranným žerďovým klínem bílé barvy. Uprostřed klínu je vyobrazeno žluté slunce s osmi paprsky, které mají tvar meče. V každém rohu klínu jsou zlaté pěticípé hvězdy (s hlavním hrotem směřujícím od vyobrazení slunce).

### Znak
Filipínský státní znak představuje Slunce s osmi paprsky a tři hvězdy. V levé modré části znaku je americký orel bělohlavý a v pravé červené je lev ze znaku Leónu. Pod štítem znaku je název státu: „REPUBLIKA NG PILIPINAS“.

### Hymna
Filipínská hymna je píseň Lupang Hinirang (česky Vyvolená země). Hudbu složil Julian Felipe, původní text, který byl ve španělštině, pochází z básně „Filipinas“, kterou napsal José Palma.

## Geografie

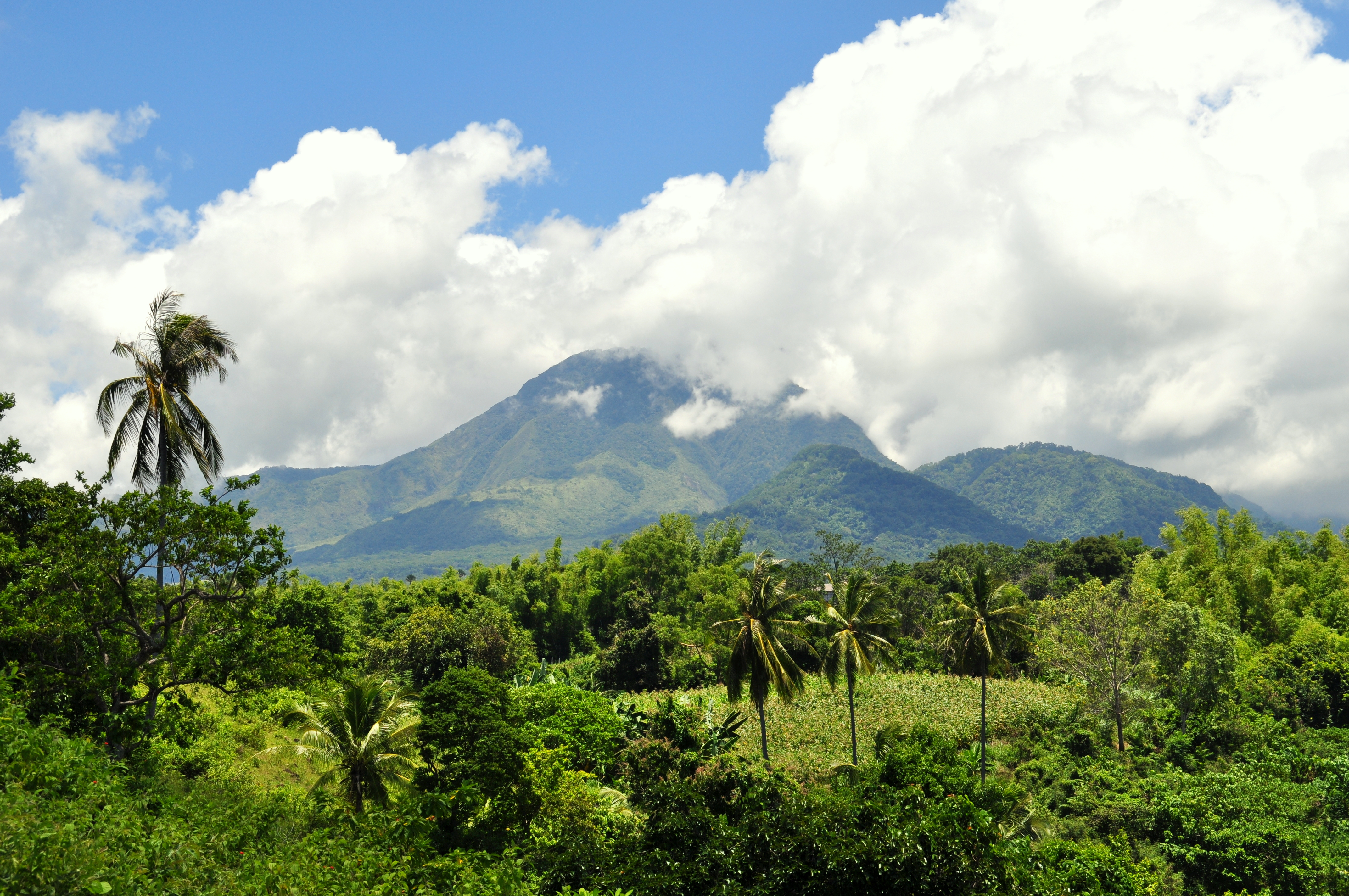
Hora Talinis na ostrově Negros

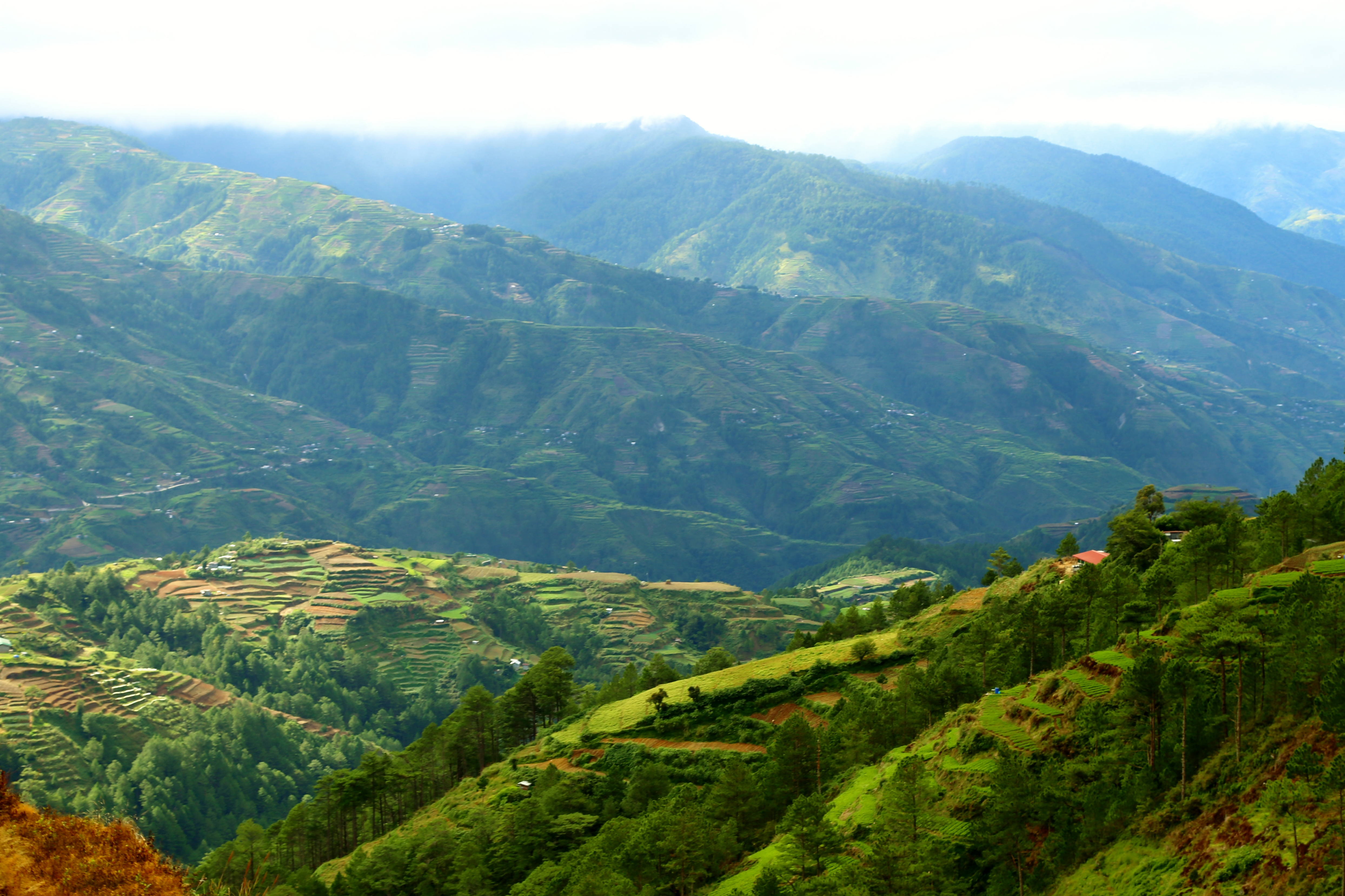
Kordillery

Filipíny jsou souostroví skládající se ze 7 641 ostrovů na celkové ploše 343 tisíc km2. Souostroví je asi 1 770 km dlouhé. Nachází se mezi 116. a 126. stupněm východní délky a 4. a 21. stupněm severní šířky a z východu je ohraničuje Filipínské moře, ze západu Jihočínské moře a z jihu Celebeské moře. Pobřeží Filipín měří 36 289 kilometrů a je pátým nejdelším pobřežím jednoho státu na světě. Výlučná ekonomická zóna („výsostné vody“) Filipín má rozlohu 2 263 816 km2. Několik set kilometrů jihozápadně se nachází ostrov Borneo a severně od Filipín se nachází Tchaj-wan. Jihozápadně se nacházejí ostrovy Moluky a Celebes a východně se nachází Palau. Oceán je zde velmi hluboký –⁠ šelf na východě Filipínského souostroví spadá do 10800 m hlubokého Filipínského příkopu.

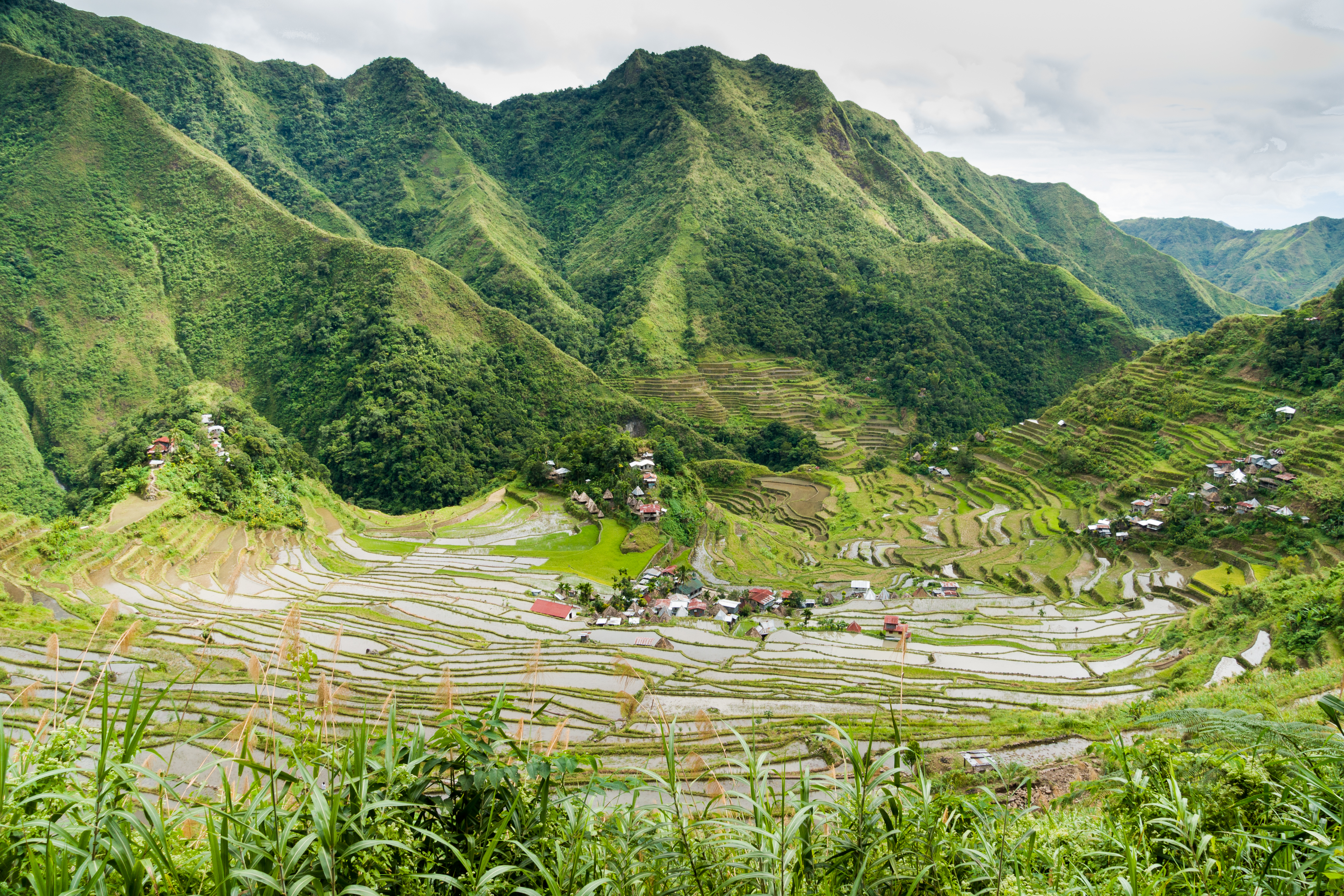
Rýžové terasy ve vnitrozemí ostrova Luzon

Filipíny se dělí do tří ostrovních skupin: Luzon, Visayas a Mindanao. Všechny ostrovy jsou hornaté. Přístavní město Manila v části Luzon je hlavním městem země. Luzon je velmi výškově členitý, ale jsou na něm i dvě nížiny. Druhým největším ostrovem je Mindanao, kde se nachází nejvyšší filipínská hora Apo, která měří 2 954 m n. m.

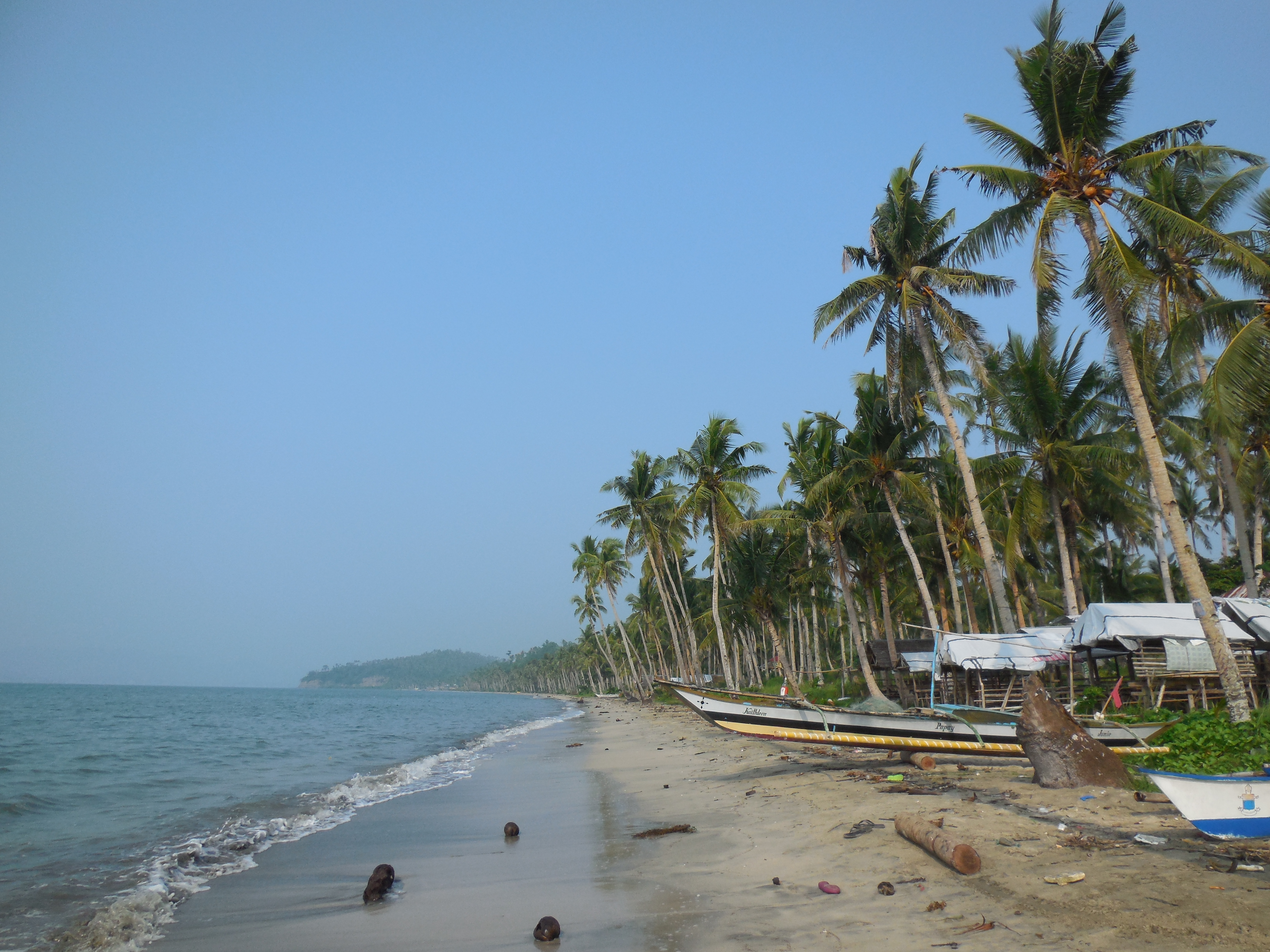
Pláž na ostrově Samar

Většina hornatých ostrovů je vulkanického původu a jsou pokryty tropickým deštným pralesem. Je zde mnoho aktivních sopek, jako například Mayon, Pinatubo či Taal. Výbuch sopky Pinatubo v červnu 1991 byla druhou největší pozemskou erupcí 20. století. Nicméně i díky tomu jsou Filipíny po Spojených státech druhým největším producentem geotermální energie na světě, přičemž ta pokrývá 18 % spotřeby elektřiny v zemi.
Filipíny se nacházejí v severozápadním vnějším okraji pacifického ohnivého kruhu a jsou tak častým místem seismické a vulkanické aktivity. Každý den proběhne na 20 zemětřesení, z nichž většina je natolik slabá, že je není možné pocítit. Poslední velké zemětřesení proběhlo v roce 1990. Země má v důsledku své složité geologické stavby a vysoké úrovně seismické aktivity cenná ložiska nerostů. Předpokládá se, že Filipíny mají po Jižní Africe druhá největší ložiska zlata spolu s velkým množstvím ložisek mědi a největšími světovými nalezišti palladia. Mezi další minerály patří chromit, nikl a zinek.
Nejdelší filipínskou řekou je Cagayan (505 km), druhou pak Pulangi (373 km). To znamená, že řeky v zemi jsou krátké, mají ale rychlý spád. I přes tento dobrý předpoklad nejsou příliš často využívané k zisku elektrické energie, je vybudováno pouze několik vodních elektráren. Největším jezerem v zemi je Laguna de Bay na ostrově Luzon. Je sladkovodní a má rozlohu 949 km². Leží jen metr nad hladinou moře. Jezero je jedním z hlavních zdrojů sladkovodních ryb v zemi. Jeho voda odtéká do Manilské zátoky přes řeku Pasig. Podzemní řeka Puerto Princesa, která protéká 8,2 km pod zemí krasovou krajinou, než dosáhne oceánu, je na seznamu světového dědictví UNESCO.

### Flóra a fauna

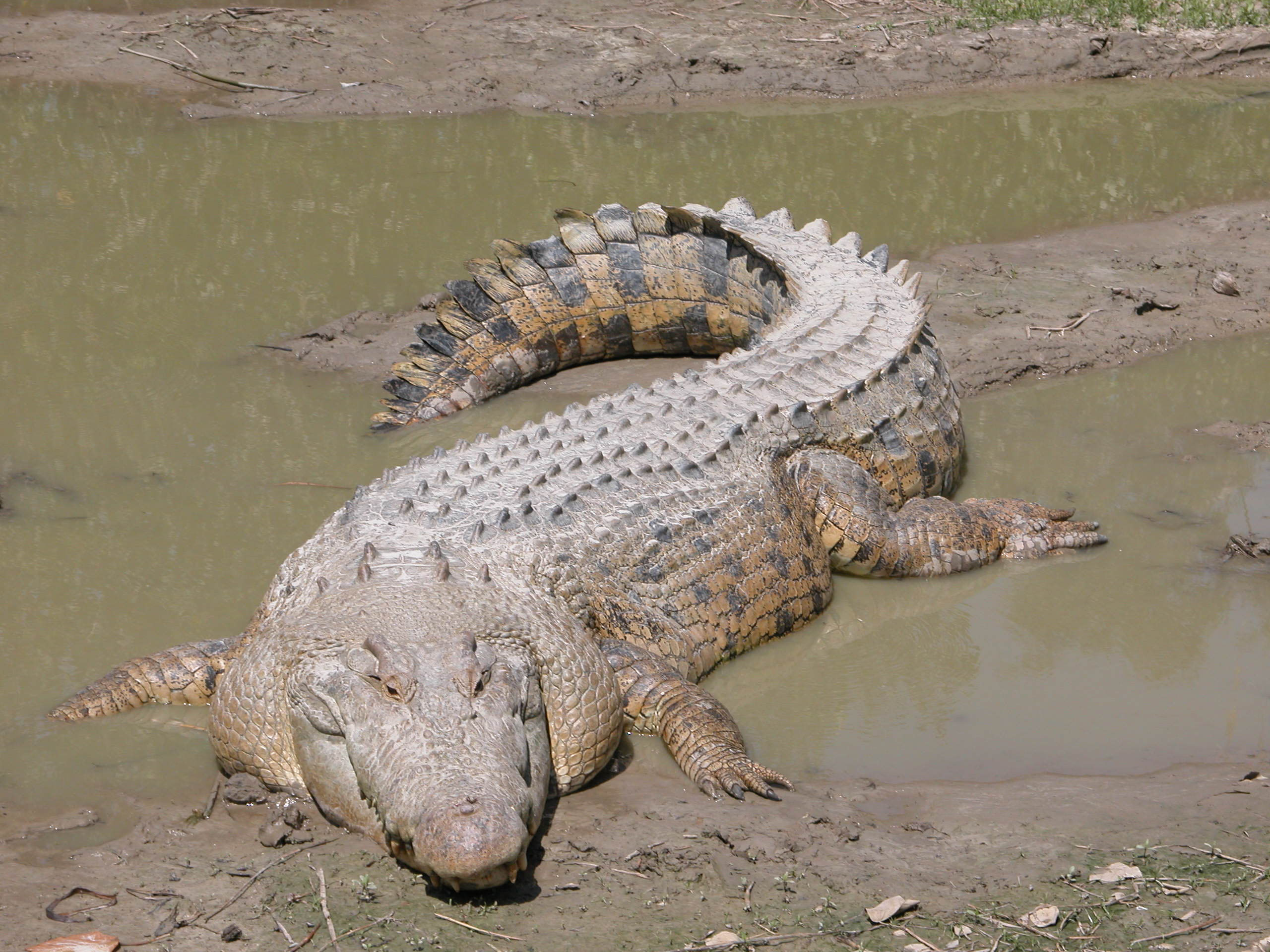
Krokodýl mořský

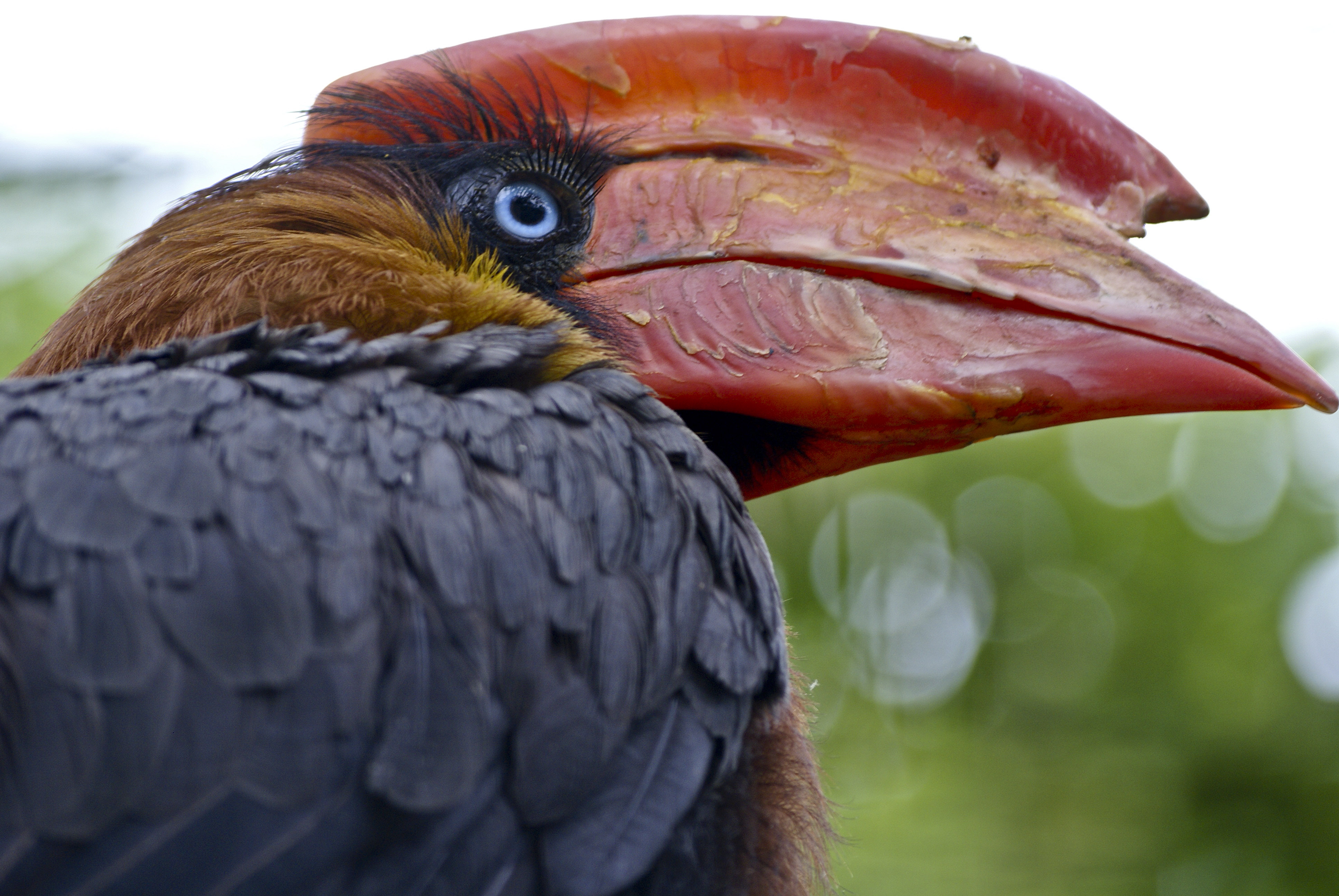
Dvojzoborožec hnědavý

Odlesňování, které je často výsledkem nelegální těžby dřeva, je na Filipínách akutním problémem. Lesnatost klesla ze 70 % celkové rozlohy v roce 1900 na přibližně 18,3 % v roce 1999. Dle oficiálních statistik z roku 2021 mají Filipíny 7 milionů hektarů lesního porostu (zhruba 23 % celkové rozlohy země), ovšem odborníci tvrdí, že skutečný rozsah je pravděpodobně nižší.
Lesy přecházejí od tropických deštných pralesů, zejména na Mindanau, přes subtropické věčně zelené ve výškách kolem 1000 m až po porosty borovic na horách severního Luzonu. V lesích roste například filipínský mahagon a jiné vzácné stromy, na pobřeží rostou mangrovy. Filipíny jsou domovem 13 500 rostlinných druhů, z nichž 3 200 je endemických, včetně mnoha vzácných druhů orchidejí a raflézií. Mnoho druhů je ohroženo a vědci tvrdí, že do konce 21. století 20 procent z nich vyhyne.
Na Filipínách lze nalézt asi 1100 druhů suchozemských obratlovců, včetně více než 100 druhů savců a 243 druhů ptáků, kteří nežijí nikde jinde. Filipíny mají třetí nejvyšší počet endemických ptáků na světě (po Indonésii a Austrálii). Patří též mezi země s nejvyšší mírou objevů nových živočišných druhů na světě, se šestnácti novými druhy savců objevenými ve 21. století. Míra endemismu díky těmto objevům stále roste. Filipínské pobřežní vody vykazují největší rozmanitost ryb na světě. Pobřežní vody Filipín patří do tzv. korálového trojúhelníku. Díky teplé vodě a rozsáhlému kontinentálnímu šelfu jsou zde ideální podmínky pro růst pobřežních mangrovů a korálových útesů. Korálový trojúhelník bývá pro svůj ekologický význam nazýván „mořská Amazonie“. Žije zde šest set druhů korálů. Útes Tubbataha byl prohlášen za světové dědictví v roce 1993.
Mezi velké plazy patří krokodýl filipínský a krokodýl mořský. Největší krokodýl v zajetí byl odchycen právě na Filipínách, na ostrově Mindanao. Zemřel dne 10. února 2013 na zápal plic a zástavu srdce. Národní pták, orel opičí, je největším ze všech orlů. Je endemitem v deštných pralesích Luzonu, Samaru, Leyte a Mindanaa. Mezi pozoruhodné endemity patří též lejskovec blankytný (Hypothymis coelestis), timálie zlatočelá (Dasycrotapha speciosa), kakadu filipínský (Cacatua haematuropygia), pita luzonská (Erythropitta kochi), zoborožec sulský, dvojzoborožec hnědavý, holub krvavý (Gallicolumba luzonica) nebo holub Marcheův (Ptilinopus marchei).

### Podnebí

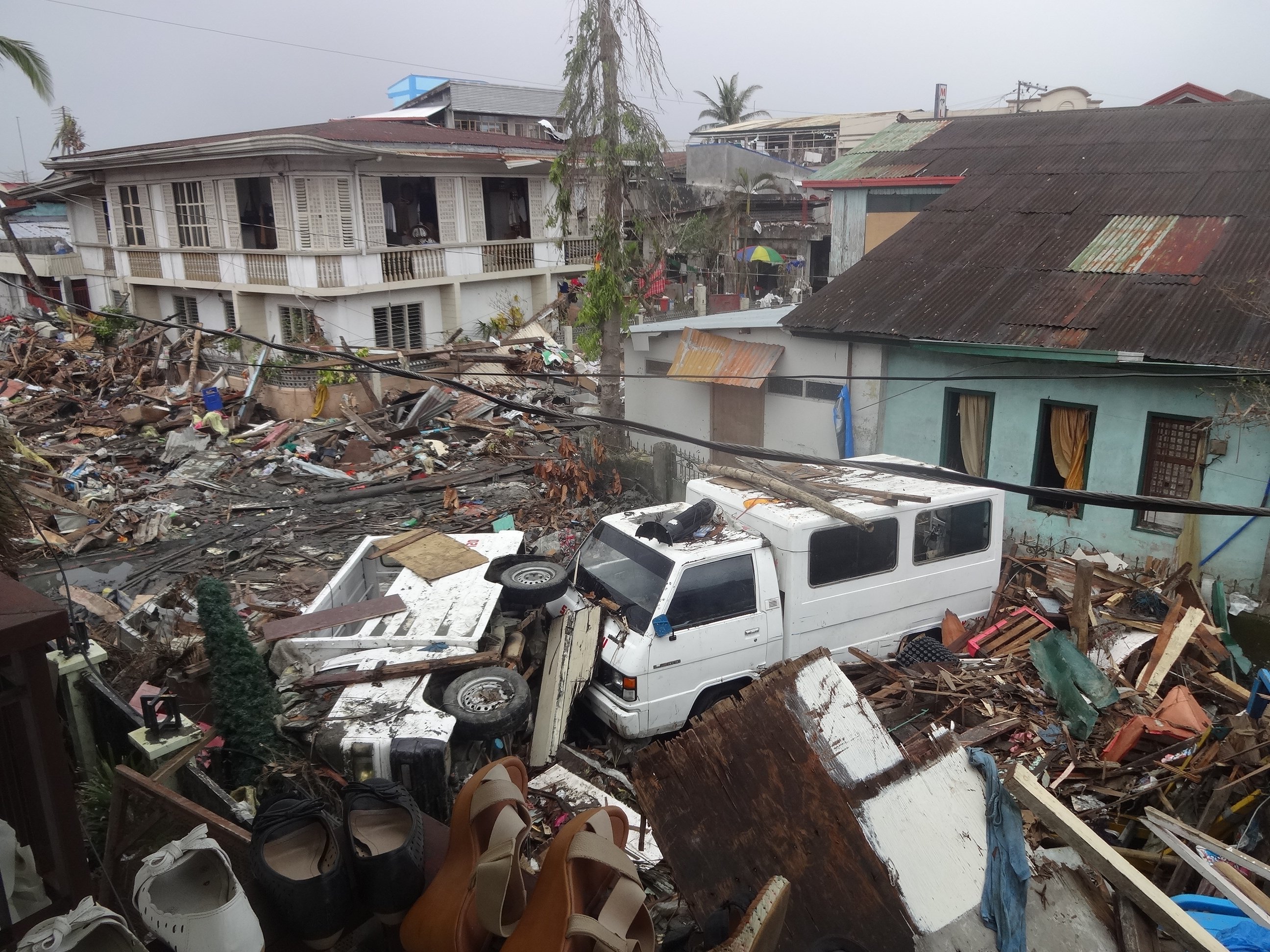
Výsledky řádění tajfunu Haiyan na Samaru roku 2013

Filipíny leží v horkém a vlhkém tropickém podnebném pásu. Průměrná roční teplota se pohybuje kolem 26,5 °C. Na Filipínách existují tři roční období: „Tag-init“ či „Tag-araw“ (teplé období nebo léto od března do května), „Tag-ulan“ (období dešťů od června do listopadu) a „Tag-lamig“ (chladné období od prosince do února). Podnebí ovlivňuje také východoasijské monzunové proudění. Jihozápadní monzun (od května do října) je známý jako „Habagat“ a suché větry severovýchodního monzunu (od listopadu do dubna) jsou známé jako „Amihan“. Nejchladnějším měsícem je leden a nejteplejším květen. Teplota a vlhkost dosahují maxima v dubnu a květnu. Manila a většina nížinatých oblastí jsou od března do května prašná s velmi teplým počasím. V tomto období teplota zřídkakdy klesne pod 37 °C a teplota u moře jen vzácně klesne pod 27 °C. Roční úhrn srážek dosahuje v hornatých oblastech východního pobřeží 5000 mm, zatímco v některých údolích se jedná o hodnoty pod 1000 mm. Velké nebezpečí představují tajfuny, které jsou zde poměrně časté. Ostrovy se nachází v tajfunovém pásmu západního Tichomoří a každý rok zde udeří na devatenáct tajfunů.
Na Filipínách jsou tajfuny označovány jako baguio (psáno také bagio, vaguio, bagyo) podle města Baguio, kde během bouře v roce 1911 napadlo za jeden den 116,8 cm srážek. Ve dvacátém století zasáhla Filipíny řada tropických bouří, které pokaždé způsobily velké ztráty na životech a materiální škody. V říjnu 1970 se územím přehnal tajfun Sening, který zničil řadu měst, přičemž rychlost větru dosahovala až 275 km/h, což bylo nejvíc v zaznamenané historii. Na podzim 1991 zasáhla Filipíny tropická bouře Uring, která přes relativní slabost (rychlost větru 95 km/h) způsobila rozsáhlé záplavy a počtem obětí (odhadem až 8 tisíc) překonala všechny dosavadní bouře. Začátkem listopadu 2013 zasáhl pobřežní město Basey v provincii Samar tajfun Haiyan, který si vyžádal přes 10 000 životů. Na místě ihned zasáhly mezinárodní organizace, za Českou republiku přispěly pomocí, financemi a prostředky ze sbírek humanitární organizace ADRA, Charita, Červený kříž či Člověk v tísni, který zatím shromáždil přes 17 milionů korun. Mezi zničenými městy byl Tacloban či Guiuan v provincii Leyte, problémem zůstává i bezpečnost.

## Politika

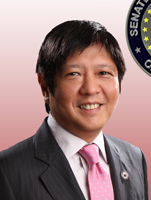
Bongbong Marcos

Filipíny jsou unitární stát, s výjimkou autonomního regionu Bangsamoro. Jsou zastupitelskou demokracií, vůbec nejstarší demokracií v oblasti Jihovýchodní Asie. Jsou prezidentskou republikou. Prezident je hlava státu i hlava vlády a vrchní velitel, je volen přímou volbou na 6 let. Bikamerální Kongres se skládá z horní komory, Senátu Filipín, do něhož jsou senátoři voleni na šest let, a komory dolní, Sněmovny reprezentantů Filipín, která je volena na 3 roky.
Na vrcholu soudní moci je Nejvyšší soud, který je složen z předsedy soudu a čtrnácti soudců, již jsou jmenováni prezidentem.
Filipínec Carlos Peña Romulo, mj. zakladatel filipínského skautingu, byl předsedou Valného shromáždění OSN.
Filipíny podporovaly Spojené státy během studené války a války proti terorismu. Byly tradičně jejich hlavním spojencem mimo NATO. Avšak po roce 2016, s nástupem prezidenta Rodrigo Duterteho, došlo k zásadnímu zhoršení vztahů a k nástupu nové zahraničněpolitické orientace Filipín na Čínskou lidovou republiku a Rusko. Duterte je nicméně radikálním bojovníkem proti levicovým partyzánům v zemi. Historicky komplikované vztahy s Japonskem se v posledních desetiletích zlepšily a Duterte tento trend udržuje. Duterteho represe v oblasti drogové politiky, při nichž byli zabíjeni často drobní překupníci a distributoři, vyvolala v roce 2017 diplomatický konflikt s Evropskou unií a silné ochlazení vztahů. Duterteho nicméně v roce 2022 vystřídal syn bývalého diktátora Marcose, Bongbong Marcos. Jeho pozice ve střetu rusko-čínského a americko-evropského bloku zůstává spíše nejasná.
Země se účastní mírových misí, zejména ve Východním Timoru.
Filipíny si činí nárok na Spratlyho ostrovy, čímž se dostávají do sporu s obdobnými nároky vznesenými Čínou, Malajsií, Tchaj-wanem a Vietnamem. Patová situace na mělčině Scarborough v roce 2012, kdy Čína vojensky převzala kontrolu mělčiny, vedla k mezinárodní arbitráži. Napětí se pravidelně vrací.

### Administrativní členění

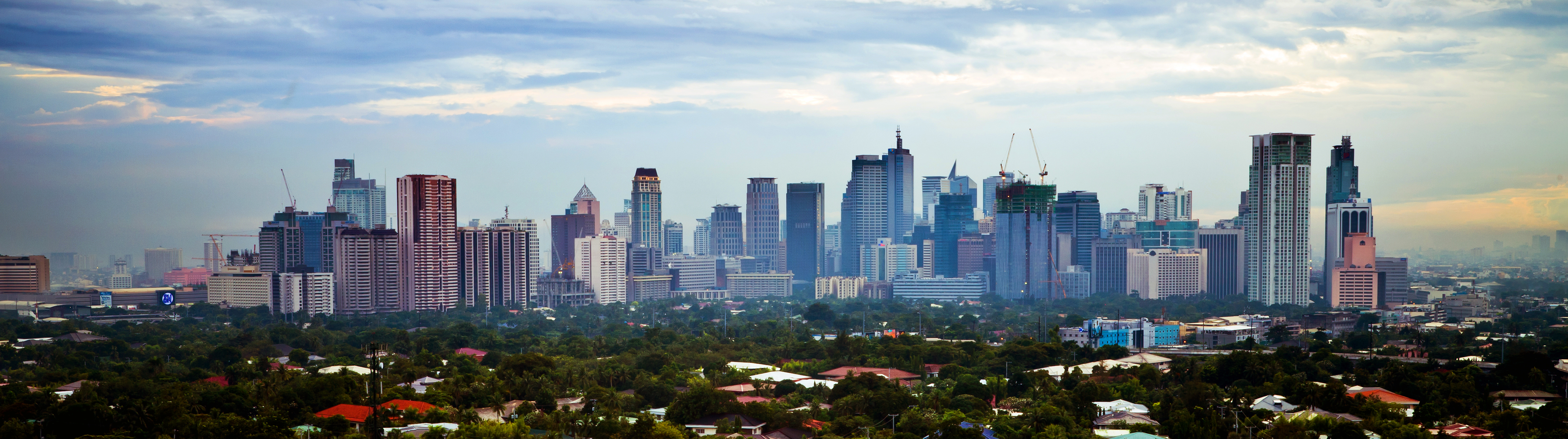
Hlavní město Manila

Geograficky se 7 tisíc filipínských ostrovů dělí do 3 skupin ostrovů: Luzon, Visayas a Mindanao. Ty se dále dělí na 17 regionů (z toho jeden autonomní), 82 provincií, 149 měst (z toho 33 tzv. vysoce urbanizovaných a 5 nezávislých na provinční správě), 1485 obcí a 42001 malých obcí zvaných barangay (stav v listopadu 2023).
Dne 24. července 2006 oznámila tehdejší filipínská prezidentka Gloria Macapagal-Arroyo návrh na vytvoření pěti ekonomických superregionů, zaměřených na hospodářské přednosti jednotlivých oblastí.

## Ekonomika

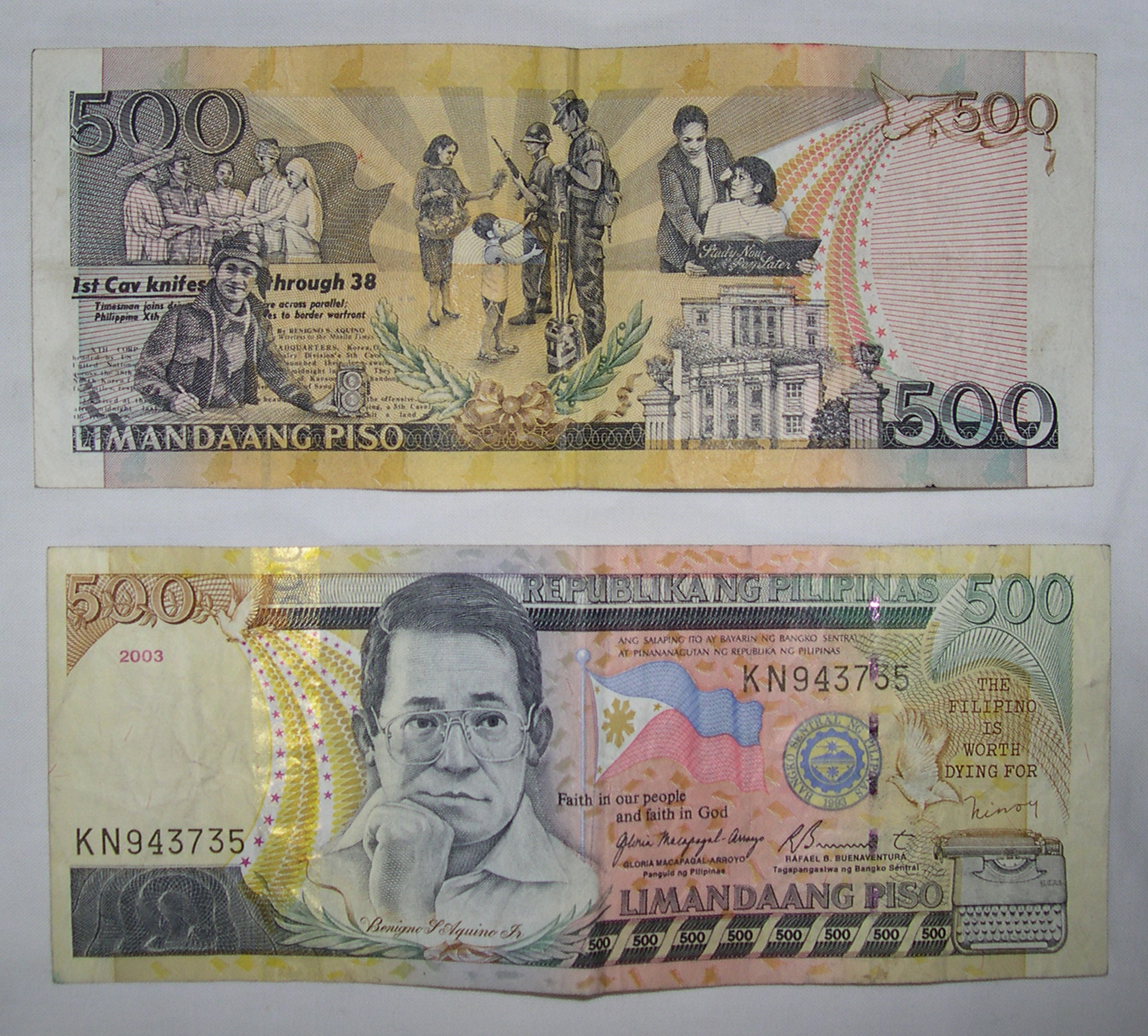
500 pesos

Po roce 2011 začaly Filipíny prožívat éru mimořádného ekonomického rozvoje. HDP roste mimořádným tempem: 6,7 procenta v roce 2012, 7,1 v roce 2013 a v dalších letech to byly podobné přírůstky bohatství: 6,1 %, 5,8 %, 7,1 % a 6,5 procenta v roce 2017. To je jedno z nejvyšších temp růstu na světě. Ve stejné době došlo k výraznému snížení zahraničního dluhu. Na tyto ukazatele zareagovaly i ratingové agentury či Světové ekonomické fórum, které ve svém žebříčku konkurenceschopnosti posunulo Filipíny ze 75. místa v roce 2011 na 57. místo v roce 2017.

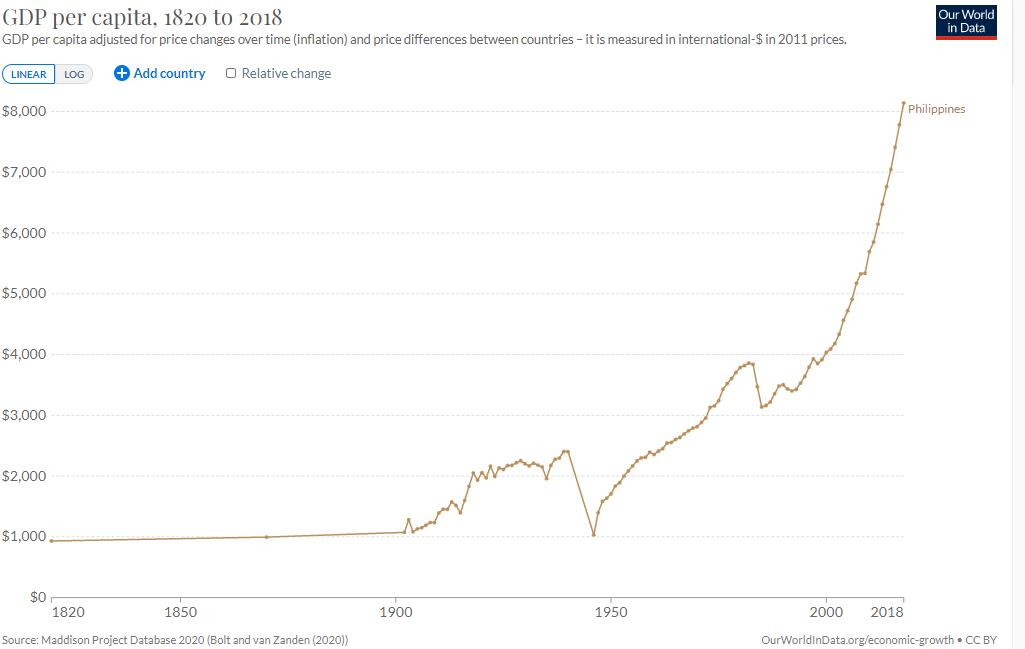
Vývoj filipínského HDP na obyvatele

Za problém a brzdu rozvoje však většina mezinárodních organizací považuje rozbujelou byrokracii a korupci. K problémům Filipín patří redistribuce rostoucího bohatství. Země má největší rozdíl mezi bohatými a chudými v regionu. Giniho koeficient, jež tento rozdíl měří, činí 42,98, tedy zhruba dvojnásobek oproti Německu, Rakousku či České republice. To má dopady i na politickou sféru. Chudá část filipínské populace nemá pocit, že by se jí objektivní růst bohatství dotkl. Tento jev podrazil nohy prozápadním liberálním politikům (jako byl Noynoy Aquino) a otevřel brány prezidentovi Rodrigo Dutertemu, s jeho protiamerickou a pročínskou politikou. Nová Duterteho daňová reforma má právě redistribuovat prostředky k méně privilegovaným.
Filipínský export však stále míří především do Japonska a Spojených států, dovozu naopak dominuje Čína. Export do Japonska byl umožněn japonsko-filipínskou smlouvou o ekonomickém partnerství z listopadu 2008. Ta vytvořila pravidla velmi se blížící zóně volného obchodu mezi těmito dvěma zeměmi. To byl mimořádný stimul pro filipínskou ekonomiku. Exportní potenciál země se zvýšil také roku 2015, když se stala součástí společného trhu ASEAN.
Zahraniční investice na Filipínách rostou (v roce 2017 například enormně vzrostly investice z Nizozemska), avšak jsou limitovány zákonným ustanovením, že domácí firmy mohou mít podíl zahraničního vlastnictví nejvýše 40 %.
Jako v některých jiných rozvojových zemích hrají velký stimulační efekt pro domácí poptávku tzv. remitence, tedy příspěvky, jež posílají rodinám Filipínci pracující v zahraničí. Filipíny mají jeden z největších kontingentů lidí pracujících za hranicemi – odhaduje se 10 milionů lidí. Počtem osob pracujících v cizině (z hlediska velikosti HDP) se Filipíny řadí na 3. místo za Indonésii a Thajsko.

### Rozdělení na sektory

#### Nerostné bohatství
Co se nerostného bohatství týče, jsou Filipíny velmi bohaté. Nachází se zde naleziště rud železa, mědi, zinku, olova, manganu, chromu, zlata, stříbra, rtuti a kobaltu. Jsou zde i ložiska dvou důležitých paliv, ropy a černého uhlí.

#### Zemědělství

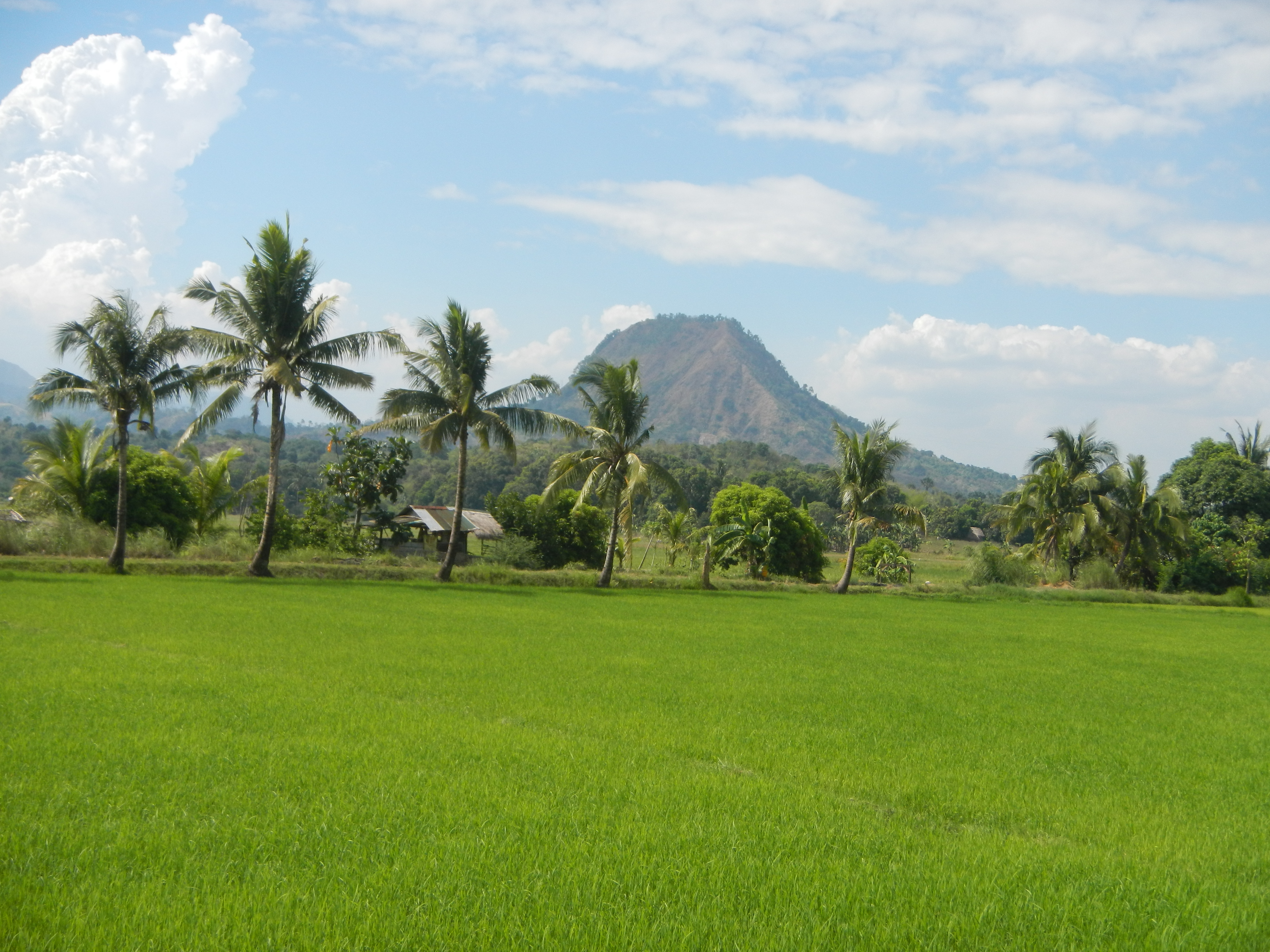
Rýžová pole v provincii Bataan

Zemědělstvím se živí asi 40 % obyvatel. Zemědělská půda zaujímá asi 34 % území státu. Nejvýznamnější plodinou je kokosová palma. Zpracováním dužiny jejich plodů (kokosové ořechy) se vyrábí tzv. kopra. Filipíny jsou v její výrobě a produkci první na světě. Ještě se zde pěstují ananasy, banány, batáty, cukrová třtina, kakao, kaučukovník, káva, kukuřice, mango, maniok, rýže a tabák. Zemědělství převládá nad průmyslem.

#### Průmysl
Filipíny patří k rozvojovým zemím. Donedávna zde převládala tradiční odvětví průmyslu – průmysl potravinářský, textilní, dřevařský a částečně chemický. Od 70. let 20. století začíná na významu nabírat strojírenství. Významnými odvětvími strojírenství se stala výroba videorekordérů, televizorů a radiomagnetofonů a montáž automobilů. Největším průmyslovým centrem země je hlavní město Manila, zde je soustředěno téměř 90% veškerého filipínského průmyslu.
- Letecký a kosmický průmysl: Produkty leteckého a kosmického průmyslu slouží hlavně pro export a zahrnují výrobu součástek pro letadla společností Boeing a Airbus. Moog je zde největší výrobce těchto produktů.

- Automobilový průmysl: ABS systémy používané v automobilech Mercedes-Benz, BMW a Volvo jsou vyráběny na Filipínách. Toyota, Mitsubishi, Nissan a Honda patří mezi nejvíce prominentní automobilky v zemi. Kia a Suzuki vyrábí v zemi malá auta. Isuzu produkuje SUV automobily. Honda a Suzuki produkují motocykly.

- Stavba a opravy lodí: Filipíny jsou významným hráčem ve světové výrobě lodí. Roku 2010 se staly čtvrtým největším národem ve výrobě lodí. Vzhledem k přímořské poloze má země hojné množství hlubinných přístavů ideálních pro rozvoj výrobních, stavebních a opravných ploch.

- Elektronika: Již 20 let v Baguio funguje továrna Texas Instruments, jež je zároveň největším producentem DSP chipů na světě. V současnosti se filipínské továrny zaměřují na produkci hard-drive disků.

#### Turismus
Turismus je pro ekonomiku Filipín důležitý sektor, neboť 7,8 % přispívá k tvorbě HDP (2014). Podle dat National Statistical Coordination Board turistický průmysl zaměstnává asi 3,8 milionů Filipínců. V roce 2014 přispíval sektor turismu 1,4 biliony pesy do ekonomiky země.

### Doprava

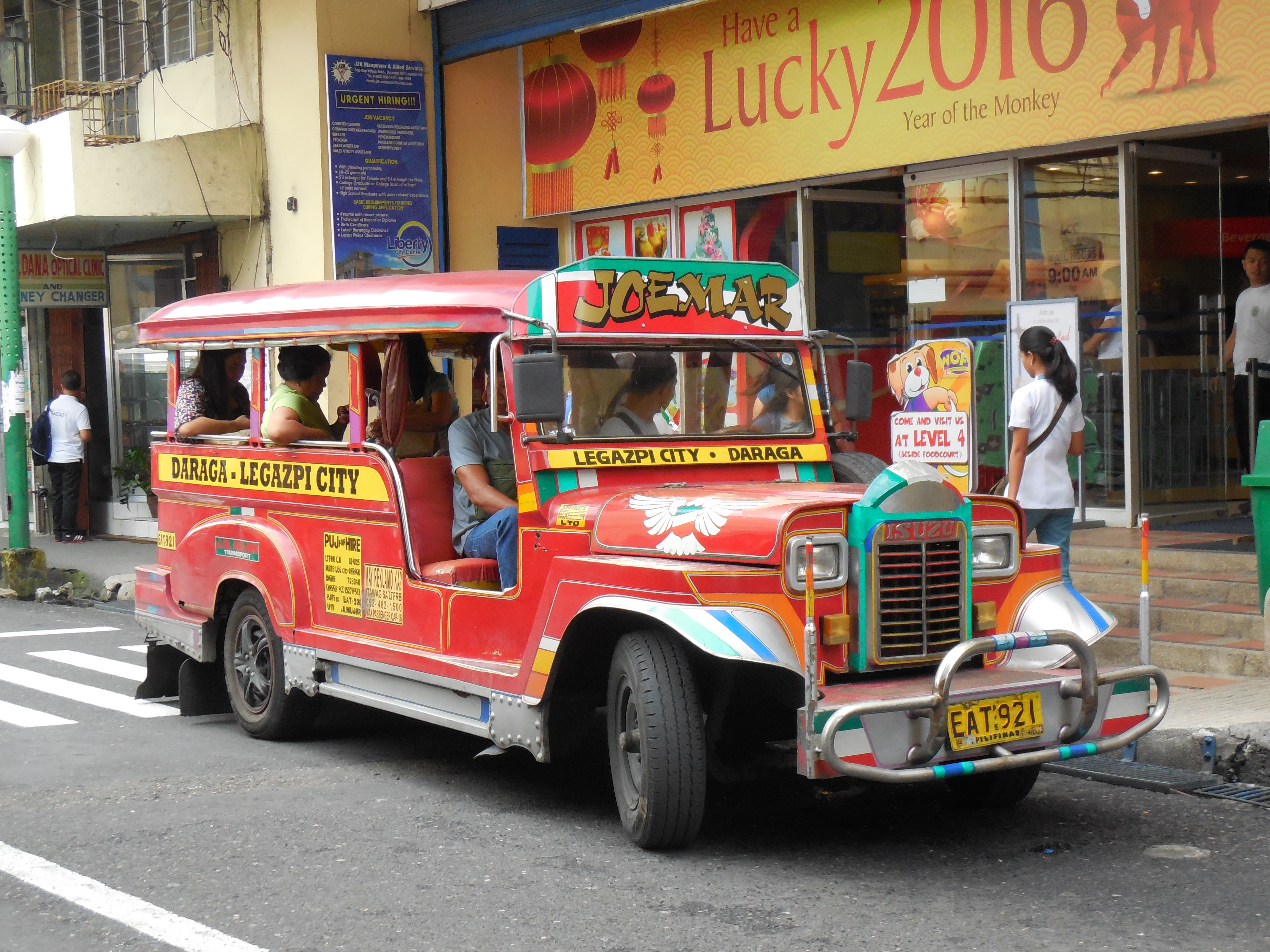
Typické filipínské jeepney

Philippine Airlines jsou nejstarší komerční leteckou společností v Asii, která stále funguje pod svým původním názvem. Jsou největšími aerolinkami v zemi, jejich hlavní základnou je Mezinárodní letiště Manila. To se nachází asi 7 km jižně od Manily a je pojmenováno po senátorovi Benigno Aquinovi, který zde byl v roce 1983 zavražděn. V roce 2018 prošlo všemi terminály rekordních 45 082 544 cestujících. Oficiálně jde o jediné letiště obsluhující oblast Manily, v praxi ji však obsluhuje i mezinárodní letiště Clark, které se nachází v zóně Clark Freeport ve městě Pampanga, přičemž na letiště Clark létají převážně nízkonákladoví dopravci kvůli nižším poplatkům za přistání. V budoucnu by mělo být manilské letiště nahrazeno novým letištěm v Bulacanu, které obslouží Manilu i centrální Luzon. Druhým nejvytíženějším mezinárodním letištěm je v současnosti Mactan–Cebu ve městě Lapu-Lapu. Třetím pak letiště Francisca Bangoyi na Mindanau.
K prosinci 2018 měly Filipíny 210 528 kilometrů silnic, ovšem pouze 65 101 kilometrů bylo zpevněných. Pan-Filipínská dálnice spojuje ostrovy Luzon, Samar, Leyte a Mindanao a tvoří páteř pozemní dopravy v zemi. Silniční doprava je dominantní formou dopravy na Filipínách, přepravuje 98 % lidí a 58 % nákladu. V roce 2003 byl založen integrovaný systém dálničních segmentů a trajektových tras, který spojuje 17 měst, a který má délku 919 kilometrů. Někdy bývá nazýván „námořní dálnice“. 
K roku 2019 měla země pouze 79 kilometrů železnic, zejména v okolí Manily. Existují nicméně plány na prodloužení železničních tratí na 244 kilometrů. 
Ve veřejné dopravě jsou typické jeepneys, taktéž oblíbená a očekávaná atrakce pro turisty. Staly se dokonce jakousi ikonou Filipín. Přesto jsou v ohrožení kvůli své neekologičnosti. Oblíbené jsou ve veřejné dopravě také moto-tříkolky.

## Demografie

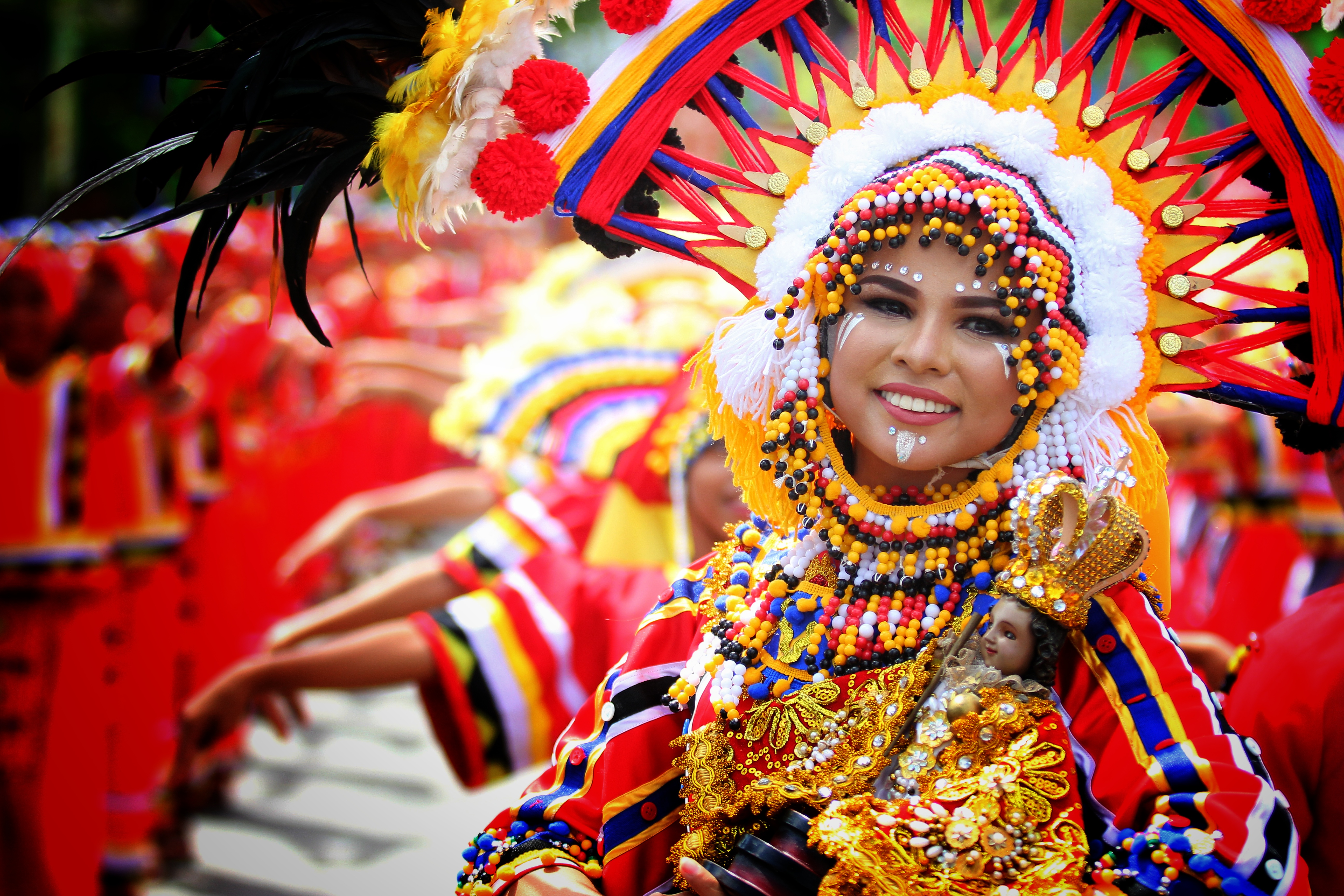
Filipínská dívka na tradičním festivalu Sinulog

Filipíny měly v roce 2024 celkem 114 milionů obyvatel. Jenom mezi lety 1990 a 2010 vzrostl počet obyvatel Filipín o 31,6 milionů, což představuje více než 50procentní nárůst. Roční populační přírůstek je 1,6 %. První oficiální sčítání lidu na Filipínách bylo provedeno v roce 1877 a zaznamenalo 5 567 685 obyvatel. Někteří vládní politici se již pokusili udělat kroky k omezení populačního růstu, avšak narazili na odpor katolické církve. Filipínci přitom „živí“ populační růst i v jiných zemích, například po liberalizaci imigračních zákonů v USA po roce 1965 se několik milionů Filipínců přestěhovalo právě do Spojených států.
Třetina populace žije v metropolitní oblasti Manily a bezprostředně sousedících regionech. Manilská metropolitní oblast je 5. nejlidnatější na světě. Údaje ze sčítání lidu z roku 2015 ukázaly, že zde žilo 12 877 253 obyvatel, což představuje téměř 13 % celostátní populace. Započítají-li se ovšem předměstí v přilehlých provinciích Bulacan, Cavite, Laguna a Rizal (tzv. Velká Manila), populace má velikost 23 milionů obyvatel. Tato oblast vytváří 33 % HDP země. V roce 2011 byla Manila hodnocena jako 28. nejbohatší městská aglomerace na světě a 2. v jihovýchodní Asii. Obyvatelé mají svá sídla především v pobřežních nížinách. Více než polovina obyvatel žila v roce 2000 ve městech. 
Střední délka života mužů je asi 69 let, u žen asi 75 let. Filipíny mají rychle rostoucí mladou populaci. Střední věk populace je 25,3 let (pro srovnání: v Česku je to přes 40 let). 

### Etnika a jazyky

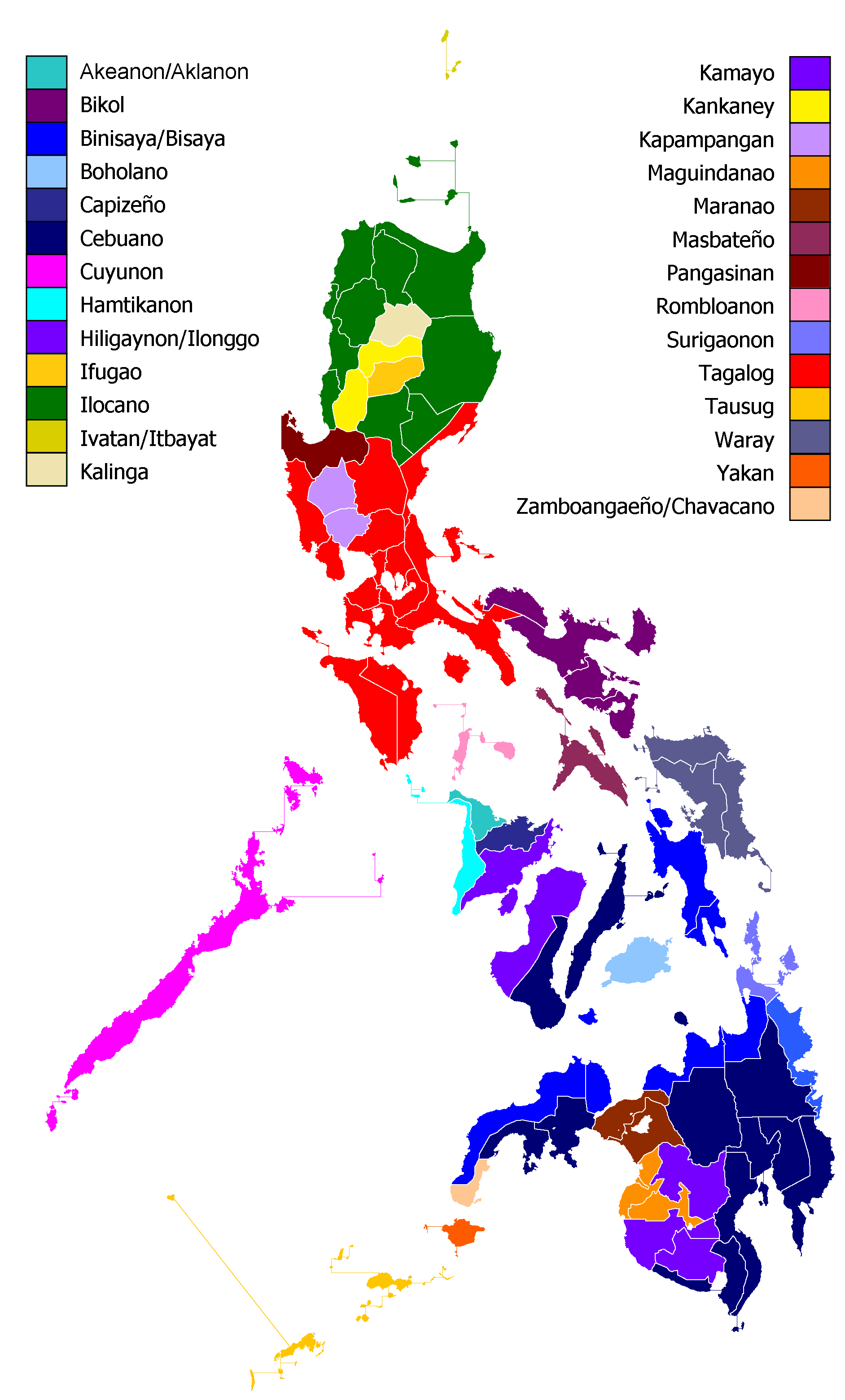
Mapa dominantních etnik podle provincií

Drtivou většinu populace ostrovů tvoří Filipínci (96%), kteří mluví jazyky malajsko-polynéské jazykové skupiny (Tagalogové 28,1 %, Cebuanové 13,1 %, Ilokanové 9 %, Bisajové 7,6 %, Hiligajnon Ilongové 7,5 %, Bikolové 6 %, Warayové 3,4 %). Zbytek tvoří nespočitatelné menšiny (1,5 procenta Číňanů ad.). 
Čínští Filipínci jsou většinou potomky přistěhovalců z Fu-ťienu, jejichž imigrační vlna dorazila po roce 1898 v počtu kolem 2 milionů. Odhaduje se, že 20 procent Filipínců má alespoň částečně čínské předky. Na rozdíl od některých jiných zemí v oblasti (např. Malajsie) je čínská menšina dobře integrovaná ve filipínské společnosti.
Pro filipínskou populaci je typická genetická pestrost, navzdory ostrovní povaze státu. Mezi původní obyvatele se řadí Negritové nebo horští Ifugaové, kteří byli až do počátku 20. století obávanými lovci lebek. V pobřežních oblastech žijí tzv. mořští cikáni. V roce 2015 žilo v zemi 220 000 až 600 000 amerických občanů. Potomci smíšených euro-asijských párů jsou na Filipínách nazýváni Tisoy.
Filipíny mají dva úřední jazyky: angličtinu a filipínštinu (tagalštinu). Třemi největšími jazyky jsou tagalština (či jazyk tagalo), jíž mluví asi 28 procent obyvatel, hlavně na ostrovech Luzon, Mindoro a Panay. Druhá nejrozšířenější je cebuánština (též jazyk cebuano nebo visaya), mateřský jazyk asi 13 procent Filipínců, jímž se mluví na ostrovech Cebu a Bohol, na jih Negrosu a ve východní části Mindanaa. Třetím největším jazykem souostroví je ilokánština (ilocano), jímž se mluví na severu hlavního ostrova Luzon. Třináct filipínských jazyků má více než milion rodilých mluvčích. Krom tří uvedených jsou to ještě Hiligaynon (Ilongo), Waray-Waray, Kapampangan, Bikol, Pangasinan, Maranao, Maguindanao, Kinaray-a a Tausug. Komise pro filipínský jazyk eviduje celkem 182  jazyků a řadu dalších dialektů, většinou malajsko-polynéské jazykové skupiny.

### Největší města

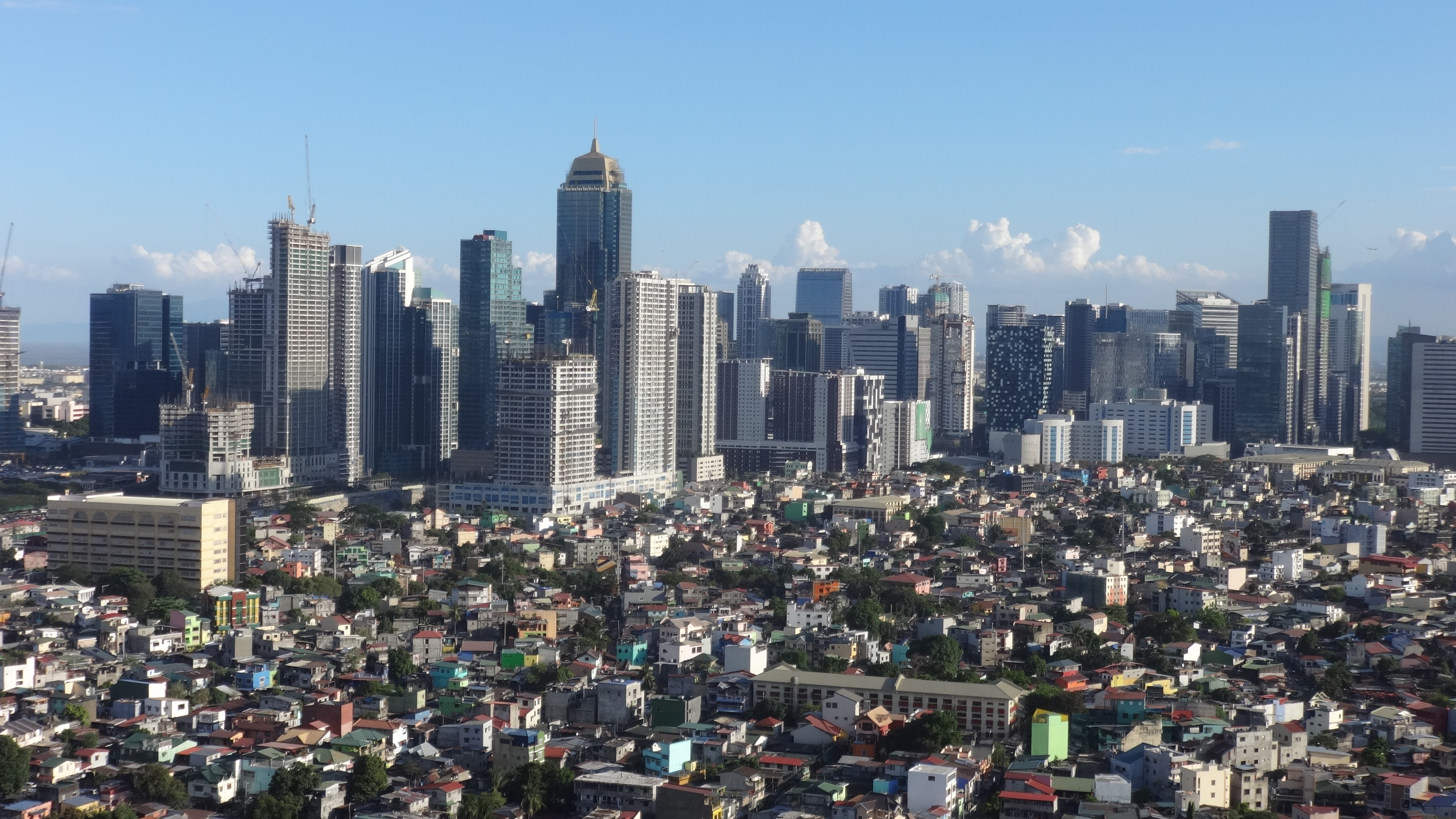
Taguig

podle sčítání lidu z roku 2020:
- Quezon – 2 960 048 obyvatel

- Manila – 1 846 513
- Davao – 1 776 949
- Caloocan – 1 661 584
- Zamboanga – 977 234
- Cebu – 964 169
- Antipolo – 887 399
- Taguig – 886 722
- Pasig – 803 159
- Cagayan de Oro – 728 402
- Valenzuela – 714 978
- Dasmariñas – 703 141
- General Santos – 697 315
- Parañaque – 689 992
- Bacoor – 664 625

### Náboženství

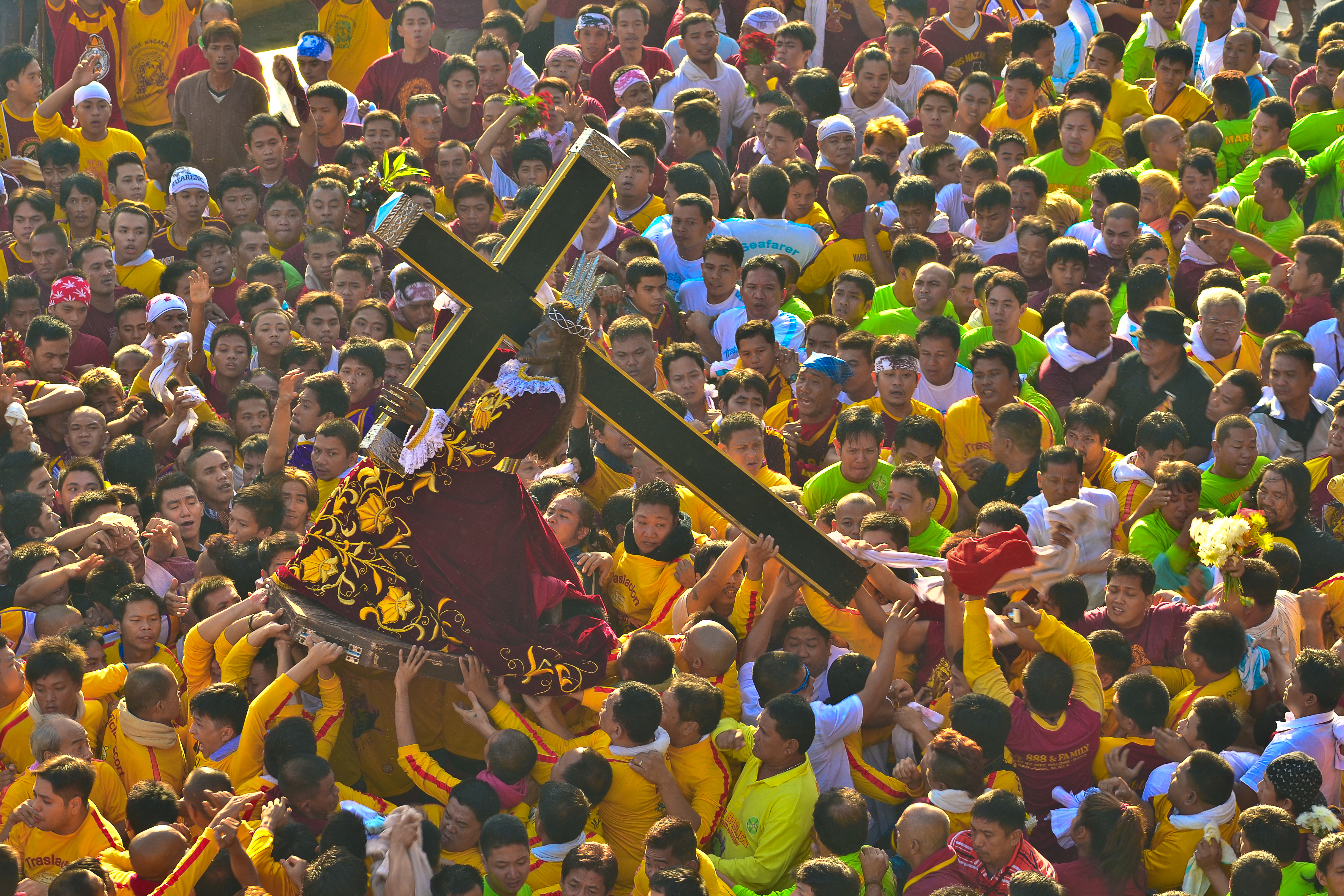
Katolické procesí v Manile

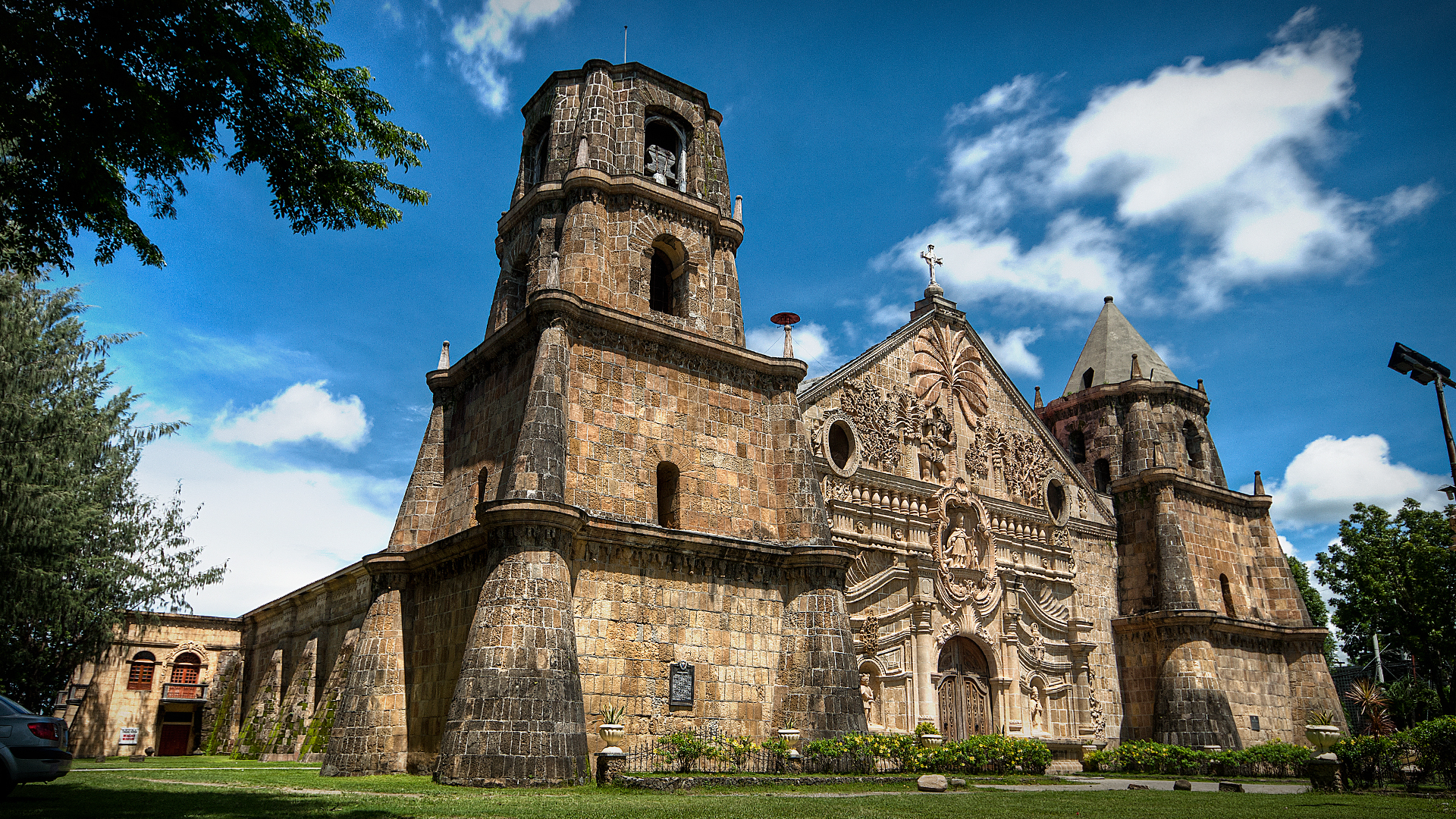
Kostel svatého Tomáše z Villanovy (Miagao)

Spolu s Východním Timorem jsou Filipíny jednou ze dvou křesťanských zemí v Asii, ke křesťanství se hlásí 89 % obyvatel. K římskokatolické církvi se v současnosti hlásí asi 81 % Filipínců. Na Filipínách žije asi 69 miliónů pokřtěných katolíků, po Mexiku a Brazílii jsou tedy zemí s třetím největším počtem katolíků na světě. Celkem asi 10,5 % obyvatel jsou věřící dalších křesťanských církví. Nejpočetnější je Nezávislá filipínská církev (IFI, má 36 diecézí a 2 diecéze v USA, v roce 2010 měla asi 916 600 věřících, je to národní katolická církev nezávislá na Římu, je ve svátostném společenství jak s anglikány, tak i s Utrechtskou unií starokatolických církví). Další jsou: Filipínská episkopální církev (anglikáni), katolická apoštolská církev (sesterská církev brazilské ICAB – VIZ) a protestantské církve. Muslimští Morové obývají téměř výhradně oblasti na jihu země (Mindanao, Palawan, Suluské ostrovy) – muslimové tvoří 6 % obyvatel (k roku 2015). Většinou jsou to sunnité, šáfiovského mazhabu. Ostatní věřící – hinduisté, buddhisté, též animisté a obyvatelé nezjištěného vyznání – představují asi 2,5 % populace.
Na Velikonoce se na ostrově Luzon poblíž Manily někteří Filipínci nechávají dobrovolně zaživa ukřižovávat, někteří to absolvovali i několikrát. Je to jeden z jevů, který svědčí o intenzivní povaze víry, která kontrastuje s Evropou. Podobným signálem bylo například nepřijetí filmu Šifra mistra Leonarda v roce 2006.
Na Filipínách (a Guamu) působilo také celkem asi 20 jezuitů z českých zemí. Byli to nejspíše první Středoevropané, kteří se na Filipíny dostali. Patřil k nim významný botanik Georg Joseph Kamel, Antonín Malínský nebo Vavřinec John, který se dožil na svou dobu úctyhodných 80 let. Augustin Strobach byl zabit domorodci na Guamu, jeho ostatky jsou dnes v Olomouci. K dalším jezuitům z Čech patřil Pavel Klein, ten se sice narodil v německojazyčném Chebu, ale uměl velmi dobře česky – nejspíš pocházel ze smíšené rodiny. Češtinou se mu mj. dařilo obelstít cenzory. Byl velice vzdělaný a několik let byl jezuitským provinciálem na Filipínách. Napsal i knihu o využití tamních léčivých rostlin, obsahující mnoho užitečných receptů, byla vydávána ještě v 19. století. Zanechal i zápis o zatmění Měsíce a také překládal náboženské texty do místní tagalštiny. Byl spoluautorem jejího prvního slovníku a dokonce v ní i psal básně.
Díky činnosti českých misionářů je na Filipínách velmi populární Pražské jezulátko (Bambino di Praga). Je tam ctěnou náboženskou ikonou známou jako Santo Niño.

## Kultura

### Umění

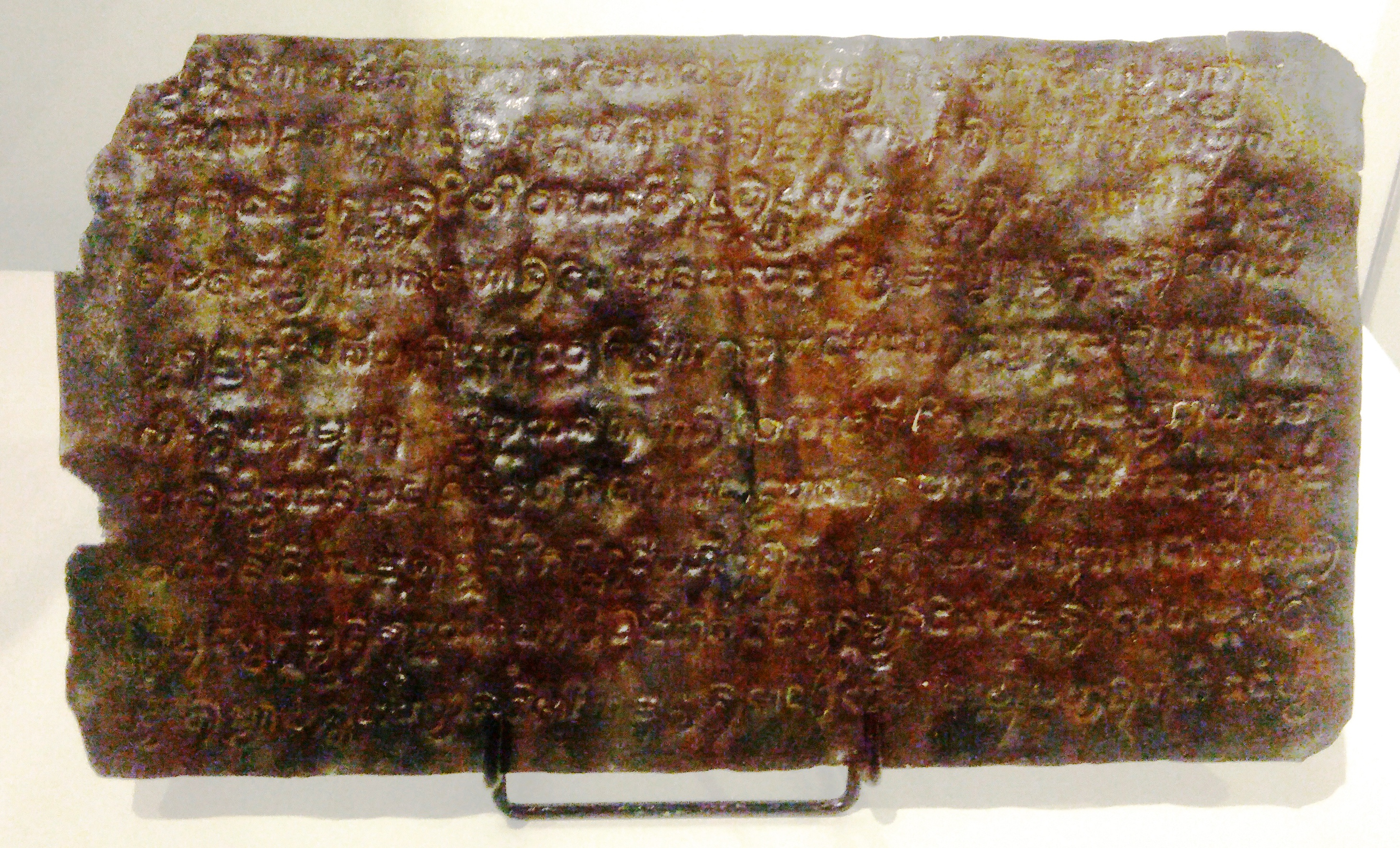
Mědirytina z Laguny

Počátky filipínského písemnictví sahají do 9. století. K nejvzácnějším památkám z této doby patří tzv. mědirytina z Laguny vytvořená roku 900. Deska byla nalezena v roce 1989 dělníkem poblíž ústí řeky Lumbang v provincii Laguna. Obsahuje nejstarší známý nápis na Filipínách. Je ve staré malajštině s použitím raného písma kawi, s řadou slov sanskrtského, starojávského nebo starotagalského původu.
Klasikem filipínské literatury je José Rizal. Byl i národním buditelem a nejvýznamnější postavou filipínského hnutí za nezávislost a osvobození od španělské koloniální nadvlády. Za své vlastenecké aktivity byl popraven. Výročí jeho smrti se stalo filipínským státním svátkem. K Rizalovým blízkým spolupracovníkům patřil spisovatel a novinář Marcelo H. del Pilar. Nejvýznamnějším malířem podílejícím se na aktivitách obrozeneckého hnutí byl Juan Luna.
Filmový režisér Lav Diaz patří k nejúspěšnějším filmařům, jeho snímek si v roce 2016 odvezl Zlatého lva z Benátského filmového festivalu. Zpěvačka Charice Pempengco nejprve uspěla na Youtube, poté v seriálu Glee a posléze na sebe upozornila svou přeměnou z ženy v muže. Muzikálová zpěvačka Lea Salonga se stala první asijskou umělkyní, jež získala americkou divadelní cenu Tony. Také raper známý pod jménem Apl.de.ap se proslavil ve Spojených státech, především ve skupině The Black Eyed Peas.

### Památky

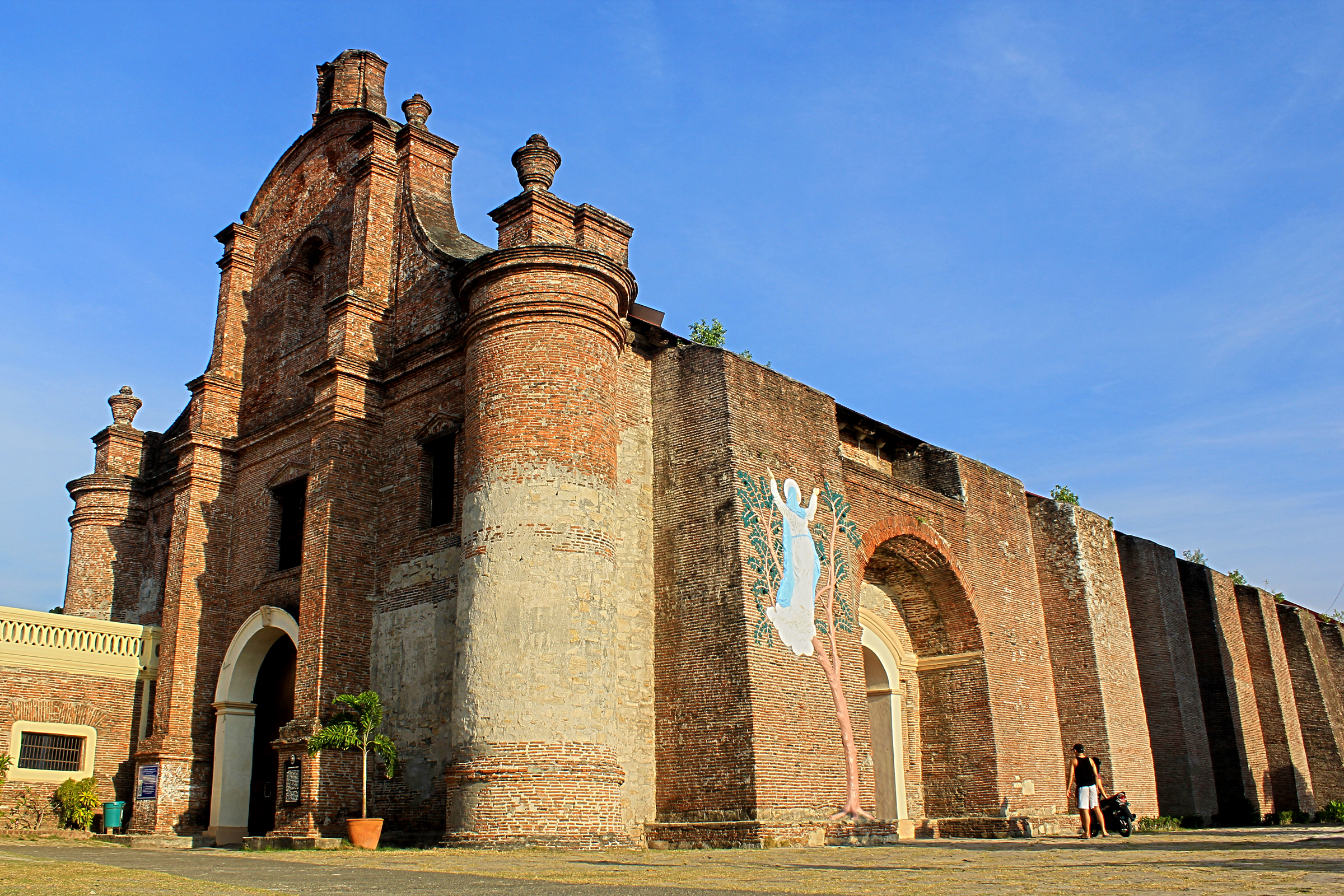
Barokní kostel v Santa Maria

Na Seznam světového dědictví UNESCO byly společně zapsány čtyři filipínské barokní kostely: kostel svatého Augustina v Manile, kostel nanebevzetí Panny Marie v Santa Maria, kostel svatého Augustina v Paoay a kostel sv. Tomáše z Villanovy v Miagao. Pocházejí z období španělské kolonizace Filipín. Všechny kostely jsou unikátní ukázkou evropského baroka, které bylo řemeslníky přizpůsobeno místnímu materiálu a technice.
Na seznam byly zapsány také rýžové terasy filipínských Kordiller. Soustava opěrných zdí z kamene a hlíny přesně kopíruje tvar kopce a má tedy nesymetrický půdorys, archeologické nálezy ukazují, že tato technika využití krajiny se v regionu používá již 2000 let bez zásadnějších změn.
Památkou UNESCO je také celé historické město Vigan. Jeho historické centrum je nejlépe zachovalým španělským koloniálním městem v Jihovýchodní Asii.

### Kuchyně

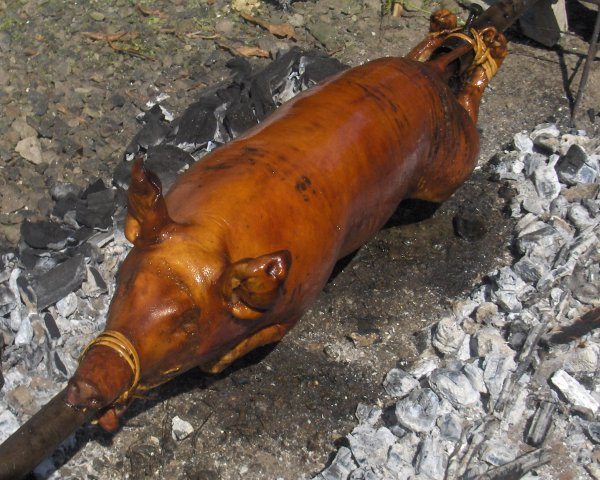
Lechón

Mezi oblíbené pokrmy filipínské kuchyně patří: lechón (pečený vepř vcelku), longaniza (filipínský salám), tapa (uzené hovězí maso), torta (omeleta), adobo (kuřecí nebo vepřové maso v česneku, octu, oleji a sójové omáčce), dinuguan (dušené maso ve vepřové krvi), kaldereta (maso v rajčatové omáčce), mechado (hovězí maso v sóji a rajčatové omáčce), puchero (hovězí maso v banánech s rajčatovou omáčkou), afritada (kuřecí nebo vepřové maso v rajčatové omáčce se zeleninou), kare-kare (dobytčí maso a zelenina vařená v arašídové omáčce), pinakbet (dýně, lilek, fazole, okra a krevetová pasta), sinigang (maso nebo mořské plody v kyselém vývaru), pancit (nudle) a lumpia (čerstvé nebo smažené jarní svitky).
Typickým rysem filipínské kuchyně je kombinace něčeho sladkého s něčím slaným: champorado (sladká kakaová rýžová kaše), která je spárována s tuyo (solené ryby sušené na slunci); dinuguan (pikantní guláš vyrobený z prasečí krve a vnitřností), spojený s puto (sladké, dušené rýžové koláče); nezralé ovoce, jako jsou zelené mango (které jsou jen mírně sladké, ale velmi kyselé), jsou konzumovány namočené ve slané nebo bagoongské půdě. Obvyklé je také použití sýra ve sladkých koláčích (jako je bibingka a puto), stejně jako ve zmrzlině. Filipínská kuchyně také kombinuje sladké (tamis) a kyselé (asim) potraviny.

### Sport

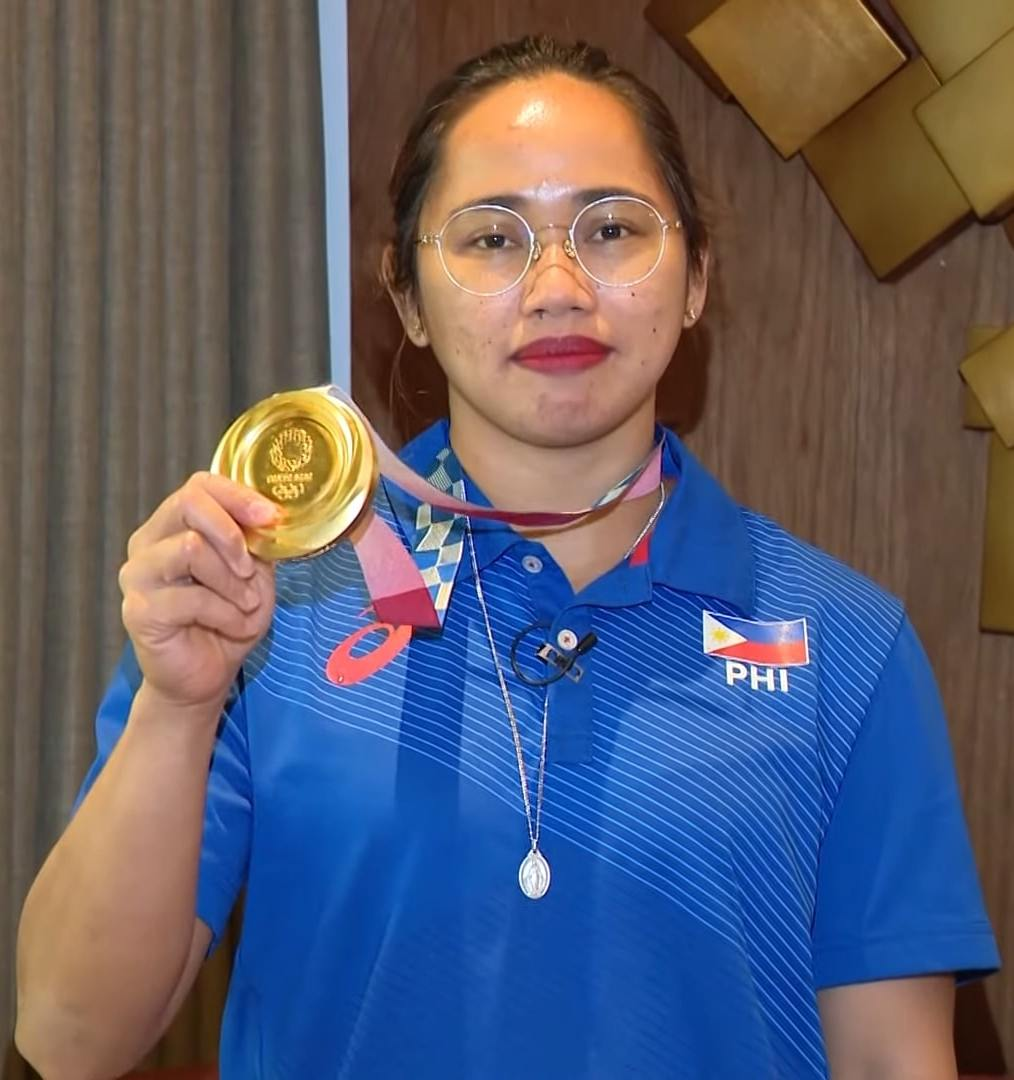
Hidilyn Diazová se zlatou olympijskou medailí

Filipínci se olympijských her zúčastňují od roku 1924. Čekání na zlatou medaili ukončila na hrách v Tokiu roku 2021 vzpěračka Hidilyn Diazová. Ta navíc získala stříbro již na předcházejících hrách v Riu a je tak zdaleka nejúspěšnějším filipínským sportovcem všech dob. 
Vzhledem k tradici bojových umění blízkých boxu, jež je typická pro celou oblast jihovýchodní Asie, jsou Filipínci na olympiádě, co do celkového počtu medailí, nejúspěšnější právě v boxu. Z čtrnácti olympijských cenných kovů, jež získali, bylo osm právě z boxerského ringu, z toho čtyři stříbra (Anthony Villanueva, Mansueto Velasco, Carlo Paalam, Nesthy Peteciová). První medaili pro Filipíny vybojoval již roku 1928 plavec Teófilo Yldefonso. Dva bronzy brali Filipínci i v atletice, roku 1932 ho v Amsterdamu získal trojskokan Simeon Toribio a roku 1936 v Berlíně v běhu na 400 metrů překážek Miguel White. Filipíny jsou prvním tropickým státem, který se zúčastnil zimních olympijských her.
Hry v Tokiu byly pro Filipíny nejúspěšnější v historii, poprvé si připsaly čtyři medailová umístění. Nejvyššího umístění v medailovém pořadí národů ovšem dosáhly v Los Angeles roku 1932, kdy je tři bronzové medaile dostaly na 25. místo.
Profesionálními mistry světa byli boxeři Francisco Guilledo, Ceferino Garcia, Nonito Donaire či Manny Pacquiao. Filipínským rodákem byl úspěšný hráč amerického fotbalu Tim Tebow. Filipínští basketbalisté získali bronz na mistrovství světa v roce 1954 a pětkrát vyhráli mistrovství Asie (1960, 1963, 1967, 1973, 1985).
Bojové umění eskrima (zvané též arnis) bylo roku 2009 zákonem uznáno za národní sport. Oblíbenou zábavou místních obyvatel jsou kohoutí zápasy, na Filipínách zvané sabong. Jo jo je tradiční filipínskou hračkou a díky filipínskému podnikateli žijícímu v USA, Pedro Floresovi, se rozšířilo do celého světa a akrobacie s ním se stala i oblíbeným sportem.